# Lens (Pas-de-Calais)
Pour les articles homonymes, voir Lens.
Lens (prononcé : /lɑ̃s/) est une commune française, sous-préfecture du département du Pas-de-Calais en région Hauts-de-France.
Si elle n'est que la 4e ville du département et la 18e de la région avec ses 32 697 habitants, son agglomération est l'un des territoires les plus densément peuplés de France. La commune est le siège de la communauté d'agglomération de Lens-Liévin qui regroupe 36 communes et compte 242 587 habitants en 2021.
Avec Douai, elle forme l'unité urbaine de Douai-Lens, forte de 505 515 habitants selon les recensements de population au 1er janvier 2022, la dixième agglomération française par le nombre d'habitants, derrière Paris, Lyon, Marseille, Toulouse, Lille, Bordeaux, Nice, Nantes et Toulon. Elle est également directement sous l'influence de l'« aire métropolitaine de Lille », ensemble métropolitain de près de 3,8 millions d'habitants dont le centre, la ville de Lille, ne se trouve qu'à trente kilomètres.
La ville est surtout connue pour avoir été l'un des principaux centres urbains du bassin minier du Nord-Pas-de-Calais (avec la Compagnie des mines de Lens), qui marque encore aujourd'hui économiquement, socialement, paysagèrement et culturellement l'agglomération ; elle est connue également pour son équipe de football, le Racing Club de Lens (RCL), et plus récemment pour le musée du Louvre Lens ouvert en décembre 2012.
Lens comprend de nombreux équipements d'enseignement et de santé. C'est aujourd'hui une ville universitaire : on y trouve le pôle science, technologie et tertiaire de l'université d'Artois, une école d'ingénieurs, l'institut de génie informatique et industriel (IG2I) et plusieurs IUT. La faculté Jean-Perrin, installée dans les anciens bureaux des mines de Lens depuis le début des années 1990, est le pôle scientifique de l'université d'Artois. On y étudie la biologie, la biochimie, la physique, la chimie, les mathématiques et l'informatique. La ville est également dotée d'un tribunal d'instance et d'un théâtre.

## Géographie

### Localisation
La commune est située dans le nord de la France, dans la plaine de la Gohelle, en Artois wallon, à environ 15 km au nord d'Arras, 20 km à l'ouest de Douai, 27 km au sud-ouest de Lille, 90 km au sud-est de Calais et 180 km au nord de Paris, à vol d'oiseau.
Les communes limitrophes sont Loos-en-Gohelle, Éleu-dit-Leauwette, Avion, Liévin, Loison-sous-Lens, Sallaumines et Vendin-le-Vieil.

### Géologie et relief
La superficie de la commune est de 11,7 km2 ; son altitude varie de 27  à   71 m.
Au XIXe siècle, la richesse de son sol en houille en a fait la principale ville de l'ouest du bassin minier du Nord-Pas-de-Calais.

### Hydrographie
La commune, située dans le bassin Artois-Picardie, est, selon le Service d'administration nationale des données et référentiels sur l'eau (Sandre), traversée par trois cours d'eau :
- la Souchez, d'une longueur de 13,6 km qui prend sa source dans la commune d'Ablain-Saint-Nazaire et se jette dans le canal de Lens au niveau de la commune[4] ;
- le Collecteur des Houillères, d'une longueur de 7,79 km qui prend sa source dans la commune et se jette dans le canal de la Deûle au niveau de la commune de Vendin-le-Vieil[5] ;
- le Filet de Méricourt, d'une longueur de 2,3 km[6].

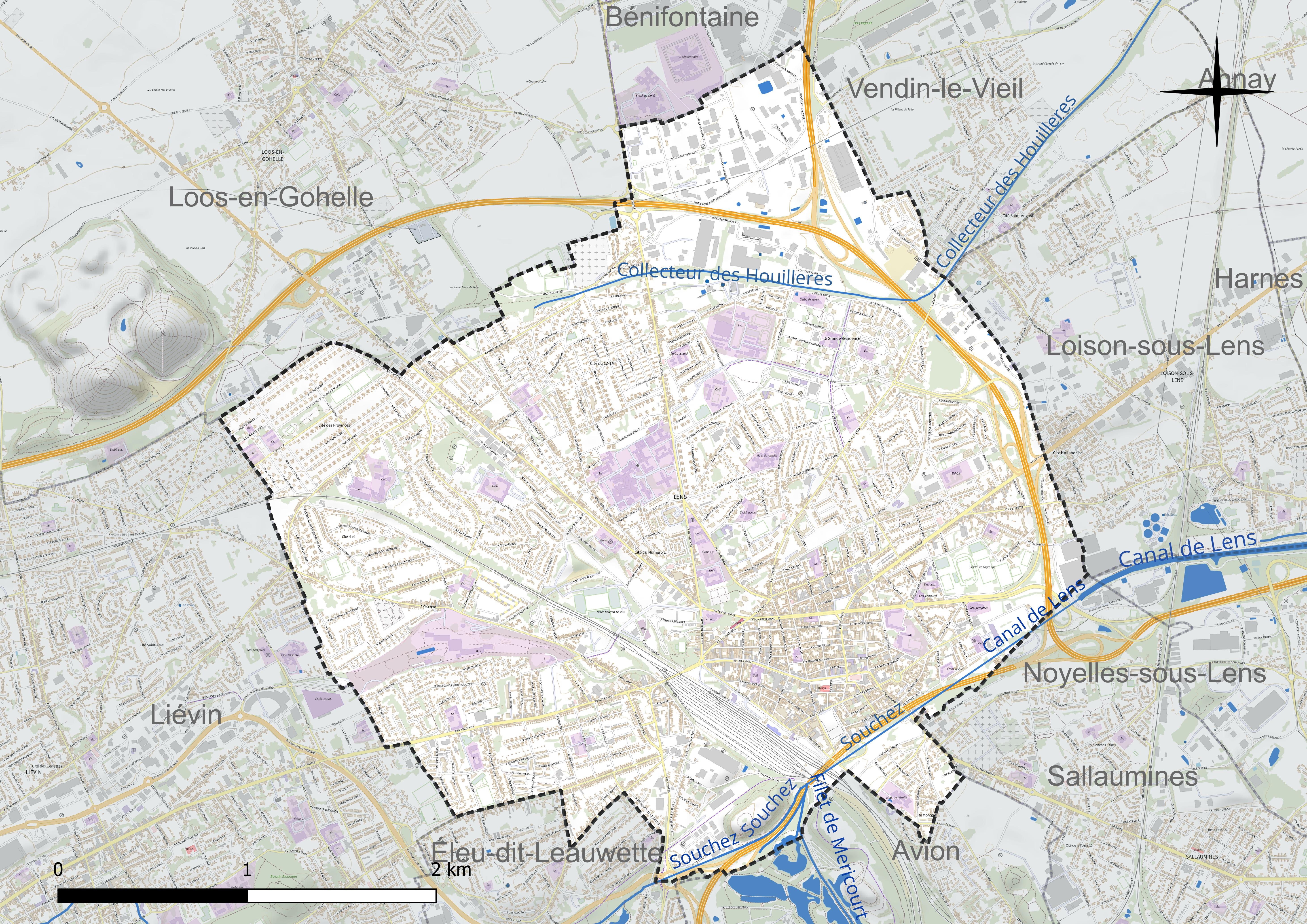
Réseau hydrographique de Lens.

### Climat
Pour des articles plus généraux, voir Climat des Hauts-de-France et Climat du Pas-de-Calais.
En 2010, le climat de la commune est de type climat océanique dégradé des plaines du Centre et du Nord, selon une étude du CNRS s'appuyant sur une série de données couvrant la période 1971-2000. En 2020, Météo-France publie une typologie des climats de la France métropolitaine dans laquelle la commune est exposée à un climat océanique et est dans la région climatique Nord-est du bassin Parisien, caractérisée par un ensoleillement médiocre, une pluviométrie moyenne régulièrement répartie au cours de l’année et un hiver froid (3 °C).
Pour la période 1971-2000, la température annuelle moyenne est de 10,5 °C, avec une amplitude thermique annuelle de 14,4 °C. Le cumul annuel moyen de précipitations est de 708 mm, avec 12,3 jours de précipitations en janvier et 9 jours en juillet. Pour la période 1991-2020, la température moyenne annuelle observée sur la station météorologique la plus proche, située à Douai à 19 km à vol d'oiseau, est de 11,0 °C et le cumul annuel moyen de précipitations est de 729,2 mm,. Pour l'avenir, les paramètres climatiques de la commune estimés pour 2050 selon différents scénarios d'émission de gaz à effet de serre sont consultables sur un site dédié publié par Météo-France en novembre 2022.

### Milieux naturels et biodiversité
La commune a souffert de lourdes séquelles physiques et environnementales de deux guerres et de l'activité industrielle induite par l'activité minière. Mais la requalification des friches industrielles et le verdissement des terrils et des cavaliers miniers sont aussi devenus un atout environnemental, avec notamment l'inscription d'une partie des milieux renaturés dans la trame verte du bassin minier dont le prolongement est le parc de la Deule et la trame verte de Lille-LMCU qui déclineront ou compléteront localement le Réseau écologique paneuropéen dans le cadre de la trame verte et bleue nationale à la suite du Grenelle Environnement.

#### Espèces faunistiques et floristiques
L’Inventaire national du patrimoine naturel (INPN) recense plusieurs espèces faunistiques et floristiques sur le territoire de la commune dont certaines sont protégées et d’autres menacées et quasi-menacées.

## Urbanisme

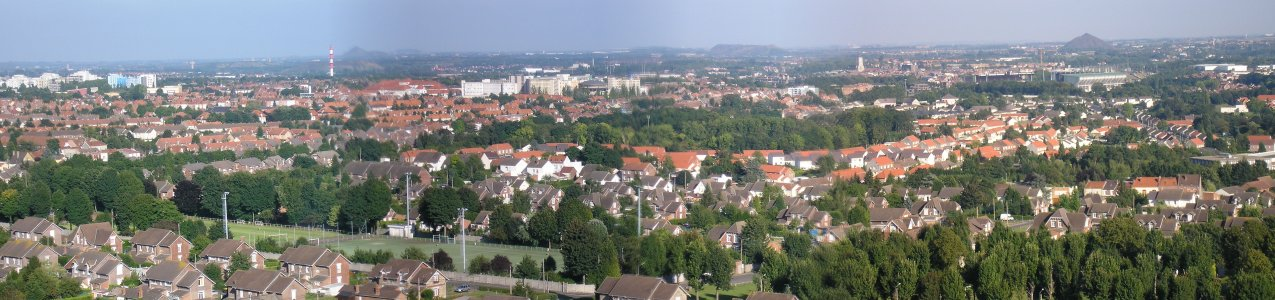
Panorama de Lens depuis le site Écopôle 11/19 à Loos-en-Gohelle.

### Typologie
Au 1er janvier 2024, Lens est catégorisée grand centre urbain, selon la nouvelle grille communale de densité à sept niveaux définie par l'Insee en 2022.
Elle appartient à l'unité urbaine de Douai-Lens, une agglomération inter-départementale regroupant 67  communes, dont elle est ville-centre,,. Par ailleurs la commune fait partie de l'aire d'attraction de Lens - Liévin, dont elle est la commune-centre,. Cette aire, qui regroupe 50 communes, est catégorisée dans les aires de 200 000 à moins de 700 000 habitants,.

### Occupation des sols
L'occupation des sols de la commune, telle qu'elle ressort de la base de données européenne d’occupation biophysique des sols Corine Land Cover (CLC), est marquée par l'importance des territoires artificialisés (97,5 % en 2018), en augmentation par rapport à 1990 (92,9 %). La répartition détaillée en 2018 est la suivante : zones urbanisées (77,1 %), zones industrielles ou commerciales et réseaux de communication (15 %), espaces verts artificialisés, non agricoles (5,4 %), milieux à végétation arbustive et/ou herbacée (2,3 %), terres arables (0,2 %). L'évolution de l’occupation des sols de la commune et de ses infrastructures peut être observée sur les différentes représentations cartographiques du territoire : la carte de Cassini (XVIIIe siècle), la carte d'état-major (1820-1866) et les cartes ou photos aériennes de l'IGN pour la période actuelle (1950 à aujourd'hui).

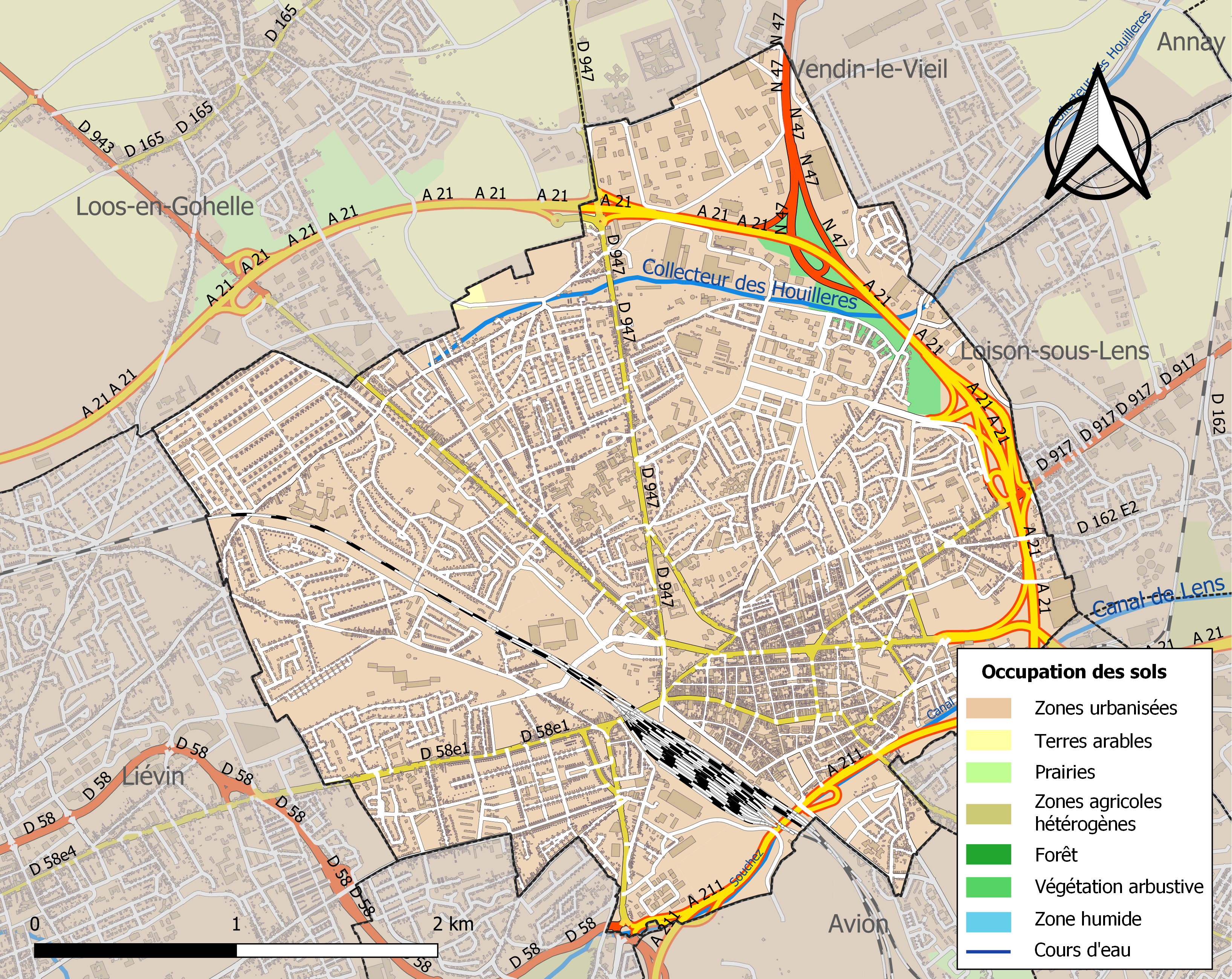
Carte des infrastructures et de l'occupation des sols de la commune en 2018 (CLC).

### Logement

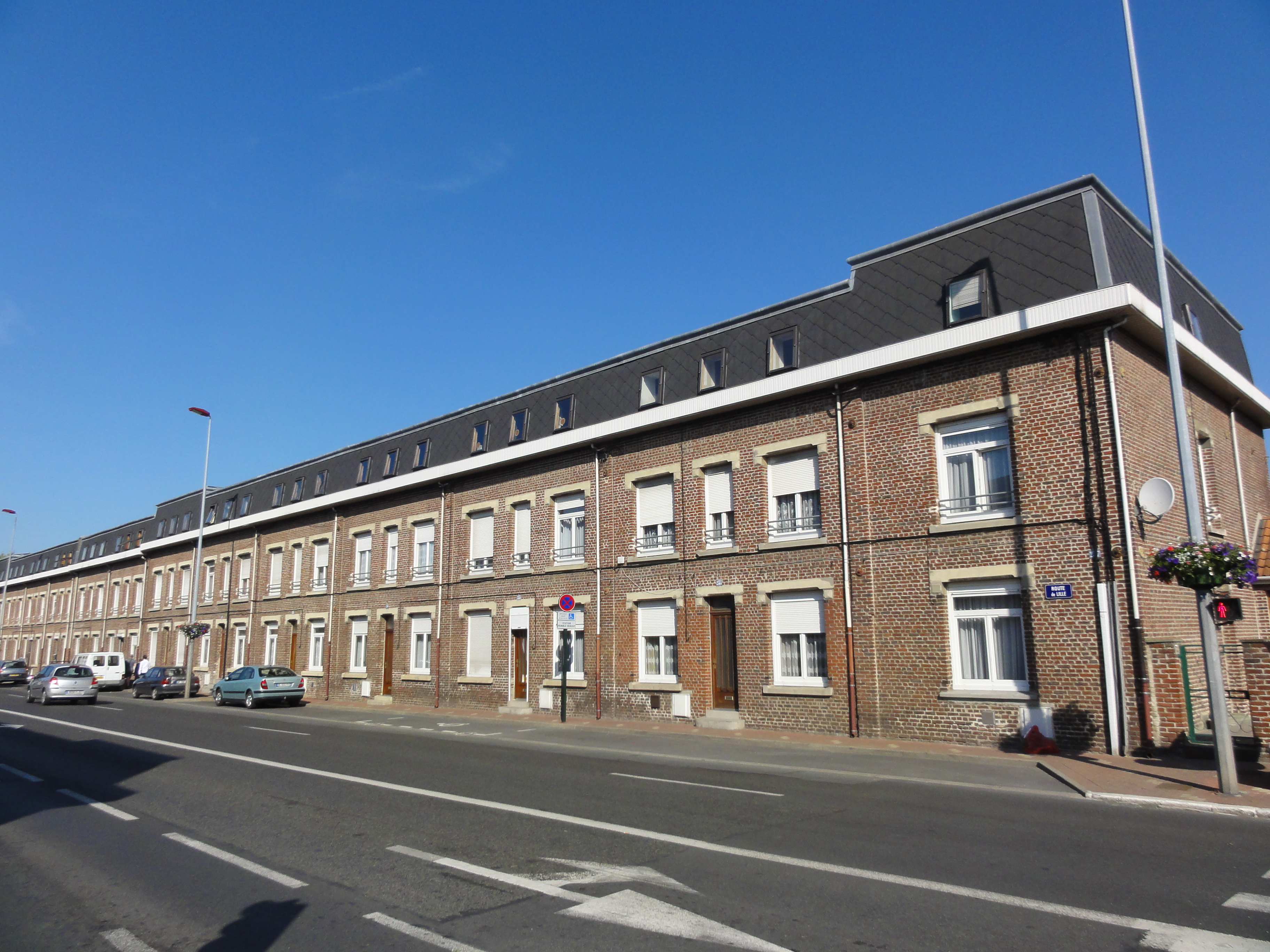
La cité no 2.

Avec plus de 60 % de logements sociaux, une situation héritée de l'exploitation houillère, la ville de Lens reste accrochée à son passé minier.
Lens compte cinq quartiers prioritaires de la politique de la ville : le collectif de la Grande Résidence au nord (64 ha, 4 642 habitants en 2020), la Résidence Sellier regroupée avec la Cité du Quatre, juste à l'ouest de la gare et du centre-ville (36 ha, 1 765 habitants), ainsi que les Cités du 2 et 9. Au total, plus de 11 000 habitants vivent en quartier prioritaire, le tiers de la population totale de la ville, avec un taux de pauvreté atteignant jusqu'à 51 %.
Le nombre de logements est de 16 668, dont 15 536 en résidence principale. 93 % de la population est en résidence principale, 24 % sont propriétaires et 64 % sont locataires (n'inclut pas les résidences secondaires).
À Lens, le prix moyen de l'immobilier au 1er août 2010 est de 1 695 euros au mètre carré.

### Voies de communication et transports

#### Voies de communication
Lens est desservi par l'autoroute A21 (appelée « rocade minière ») qui forme un semi-boulevard périphérique au nord et à l'est de la commune et relie la ville à Douai, Valenciennes et d'autres autoroutes, l'autoroute A1 (Paris-Lille) à l'est, et l'autoroute A26 (Calais-Reims) à l'ouest.

#### Transport ferroviaire
La gare de Lens est desservie par six aller-retour TGV par la LGV Nord (1 h 10 de Paris) mais aussi par les lignes TER Nord-Pas-de-Calais 6, 13, 21 et 23 allant vers Valenciennes, Arras, Dunkerque et Lille (réduit à 30 minutes par Libercourt depuis le 9 décembre 2007).
La commune était desservie, de 1895 à 1948, par la ligne de chemin de fer Lens - Frévent, une ancienne ligne de chemin de fer qui reliait les communes de Lens et de Frévent.

#### Transport routier
Les transports en commun sont assurés par la société Tadao, sous l'autorité d'un syndicat mixte qui regroupe la communauté d'agglomération de Lens-Liévin, la communauté d'agglomération Hénin-Carvin, la communauté d'agglomération de l'Artois et la communauté de communes de Nœux et environs. Un projet de tramway reliant Liévin à Hénin-Beaumont par Lens est prévu pour remplacer la ligne buLLe de Tadao. De plus, une nouvelle gare routière est aménagée en 2009.

#### Transport aérien
La commune est proche de l'aérodrome de Lens - Bénifontaine (6 km) et de l'aéroport de Lille-Lesquin (34 km).

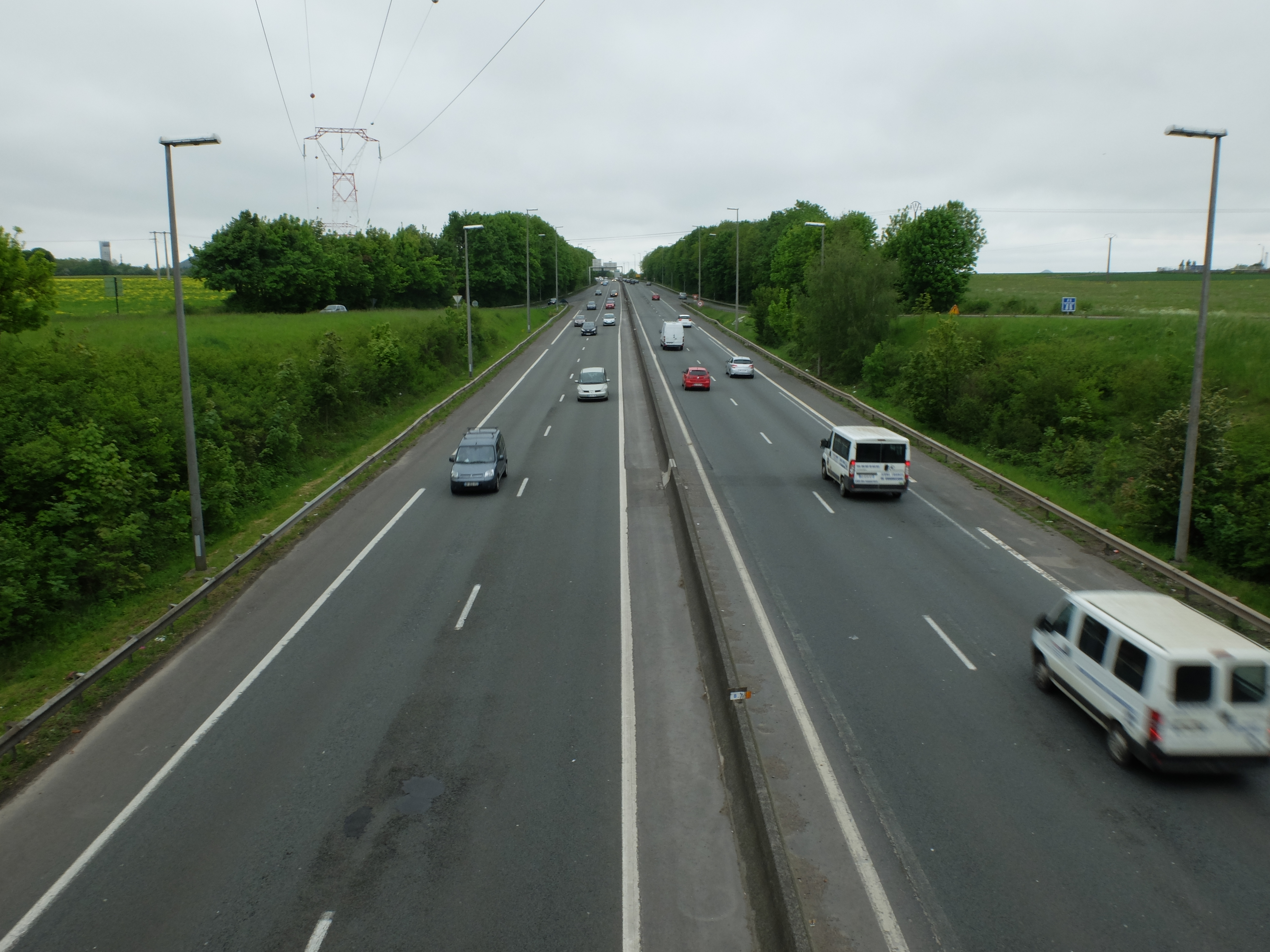
L'autoroute A21, au niveau d'une sortie qui dessert Lens.
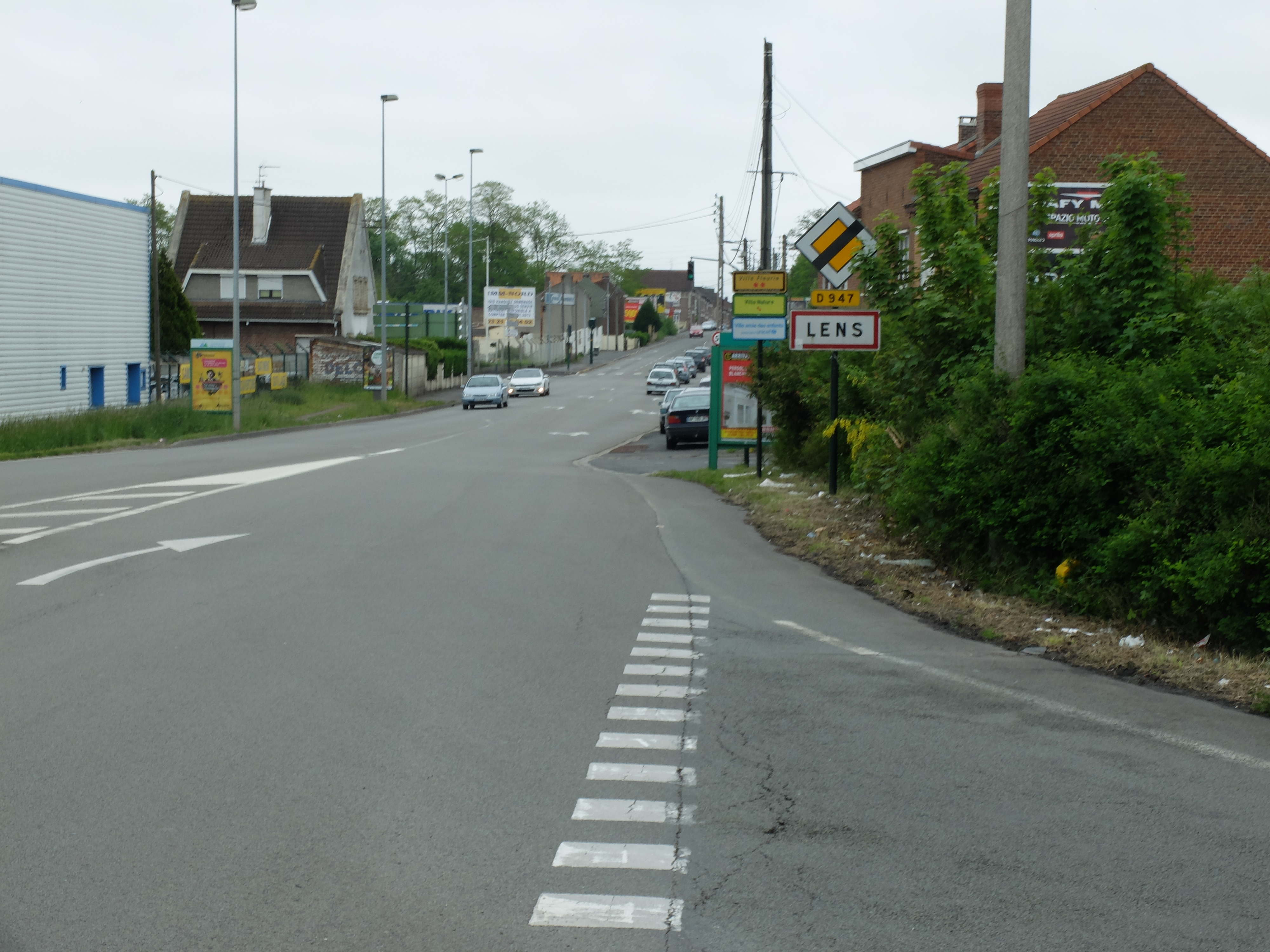
Une entrée de Lens.

## Toponymie
Le nom de la localité est attesté sous les formes Lennacas (VIIIe siècle) ; Lennis (IXe siècle) ; Len (972) ; Lens (1047) ; Lensis (1070) ; Lensium in pago Atrebatensi (1072) ; Castrum Lenense (XIe siècle) ; Lenni (1124) ; Liens (1214) ; Lanz (1291) ; Lenzis (1296) ; Laentium (1301) ; Lense (1322) ; Lans (1373) ; Lensensium (XIVe siècle) ; Lens-en-Artois (1418) ; Lensum (1423) ; Lens en 1793 ; Lens depuis 1801.
La première explication fut que le nom de Lens venait d’un proconsul romain appelé Lentulus, mais elle fut écartée après des découvertes de vestiges romains ne donnant aucun crédit particulier à cette hypothèse. Des pièces de monnaie, datant de l'époque mérovingienne, attestent l'existence de Lenna cas[trum]. Si le deuxième mot signifie simplement que la cité était fortifiée, le premier est en revanche plus mystérieux : certains chercheurs pensent qu'il vient du mot gaulois « onna » signifiant fleuve, source. Lenna cas serait alors la « forteresse des sources ». Cependant, l'assimilation de -enna à l'élément onna est purement hypothétique, et l'initiale L- reste dans ce cas inexpliquée.

## Histoire

### Fondation
En 1415, Henri de Récourt dit de Lens, Jean de Récourt dit de Lens et Philippe de Récourt dit de Lens, combattent et trouvent la mort lors de la bataille d'Azincourt.

### Période espagnole
C'est en 1526, lors de l'essor de l'Espagne en Europe, que la ville de Lens passe aux mains du roi d'Espagne et fait donc partie des Pays-Bas espagnols. Il faudra attendre le siège de Lens en 1647 puis le Grand Condé et la bataille de Lens, le 20 août 1648, pour voir le début du déclin espagnol dans la région. Cette bataille a permis à Mazarin de signer les traités de Westphalie, mettant fin à la guerre de Trente ans. L'Artois sera rendu à la France lors du traité de paix des Pyrénées dix ans plus tard, le 7 novembre 1659.

### Découverte du charbon

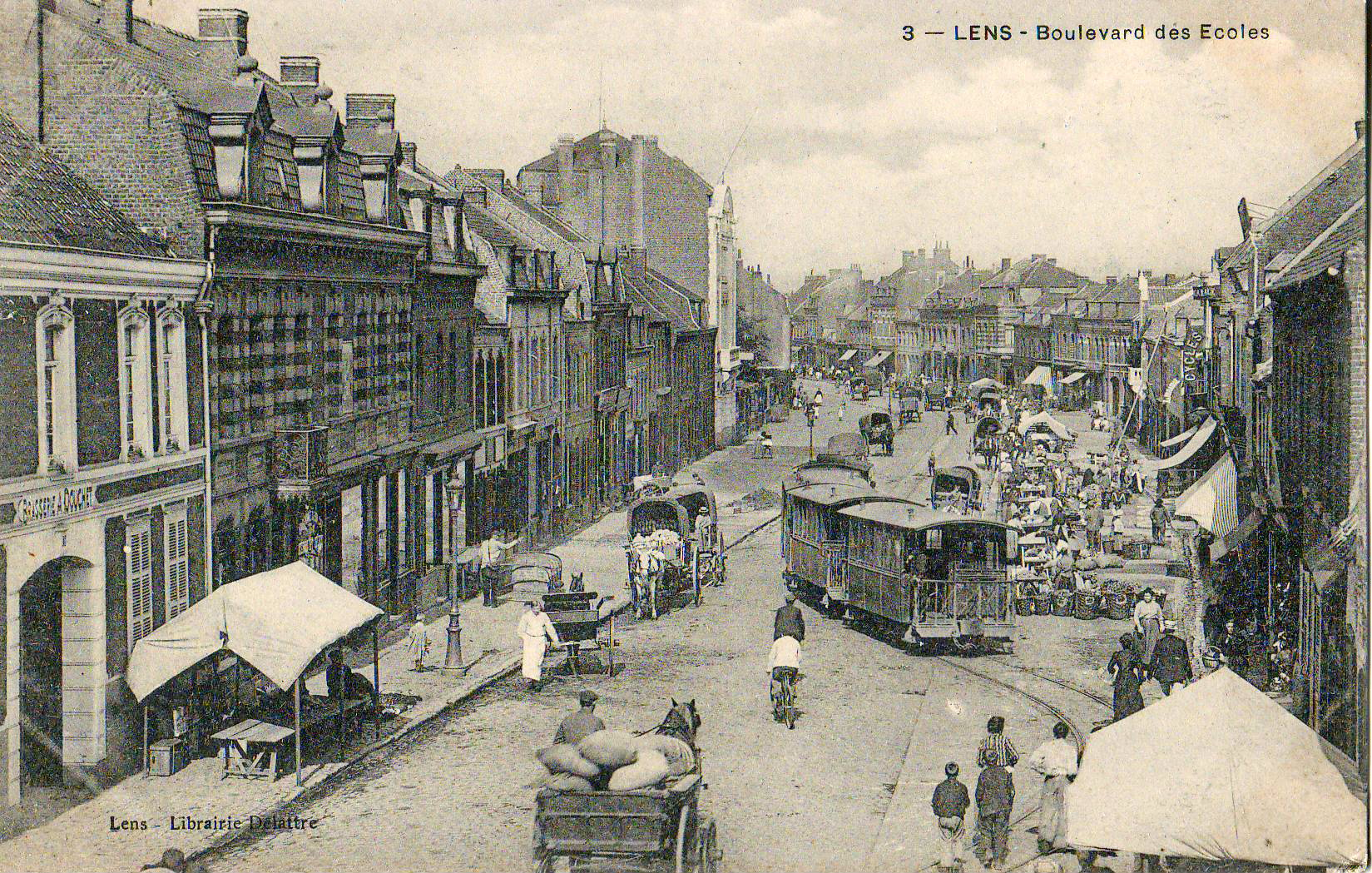
Rame des Chemins de fer économiques du Nord (CEN), une compagnie de chemin de fer secondaire, qui exploita une ligne à voie métrique de Lens à Frévent de 1895 à 1948. Elle circule sur le boulevard des Écoles, où se tenait, en ce jour d'avant la Première Guerre mondiale, un marché.

Des industriels lillois, MM. Casteleyn, Tilloy et Scrive, découvrent du charbon à 151 mètres de profondeur dans le bois de Lens lors de sondages en 1849. Le décret du 15 janvier 1853 attribue à la Compagnie de Lens une concession de 6,051 ha. Lens s’imposa progressivement comme un centre urbain d’importance.

### XXesiècle
Le passage au XXe siècle n'empêche pas que certaines traditions anciennes survivent : le 17 août 1901, un duel au pistolet oppose à Lens un journaliste et un lecteur s'estimant offensé.
Le 11 mai 1913, 100 000 personnes sont rassemblées à Lens pour entendre Le Couronnement de la Muse, œuvre musicale lyrique en la présence du compositeur Gustave Charpentier.

### Première Guerre mondiale
La ville de Lens, située à proximité du front, a énormément souffert de la Première Guerre mondiale. En octobre 1914, elle connaît l'invasion allemande puis jusqu'en 1918, l'occupation, pendant laquelle elle est un centre logistique important pour l'armée allemande. Elle est durant cette période très largement pilonnée par des obus de tout calibre dont un grand nombre n'ont pas explosé, qui rendront la reconstruction dangereuse. Avant leur fuite, les occupants noient et détruisent tous les puits de mines.
La population de la ville a diminué de moitié à la fin de la guerre, en janvier-mars 1917, les civils sont évacués sur ordre des Allemands. Elle a reçu la Légion d'honneur le 30 août 1919. En 1918, la ville et une grande partie du bassin minier sont presque totalement rasés. Il faut de longs mois pour nettoyer les décombres des munitions non explosées, puis pour entamer la reconstruction.
Fin 1918, alors que les premiers habitants reviennent déjà, le paysage est lunaire. L'hiver arrive et le papier et le carton bitumé manquent, de même que la nourriture pour les habitants, les prisonniers et le groupe d'ouvriers chinois qui nettoient et reconstruisent la ville, alors que la grippe espagnole apparaît et fait des ravages, emportant de nombreux adultes qui avaient échappé à la mort sur le front, ainsi que des femmes et des enfants. Début septembre 1919, les Pays-Bas offrent des maisons de bois à 300 familles lensoises (et à 200 familles de Liévin).
La commune est décorée de la croix de guerre 1914-1918 par décret du 30 août 1919, distinction également attribuée à 276 autres communes du Pas-de-Calais.
Le monument aux morts est édifié sept ans plus tard, sur la place du Cantin, par Augustin Lesieux, marbrier et sculpteur à Paris, avec l'aide de l'architecte Barthelet et d’ouvriers spécialisés. Il est inauguré le 30 mai 1925 devant environ 100 000 personnes et le président de la Chambre des députés (Édouard Herriot). Il rend hommage aux mineurs de fond, par un bas-relief présentant une galerie de mine au boisage brisé et envahie par les eaux, ainsi qu'aux ouvriers qui, au retour de la guerre, ont retrouvé leur outil de travail rasé par des bombardements.

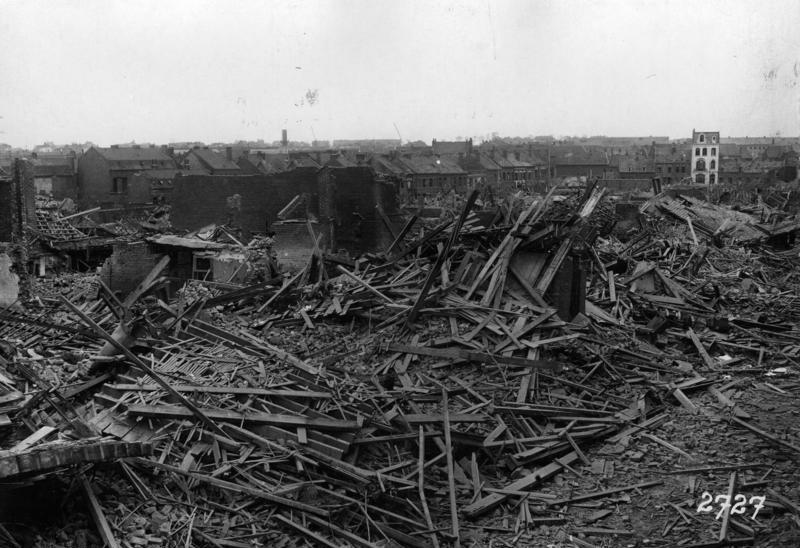
Ruine de maisons de bois, Lens, 1914.
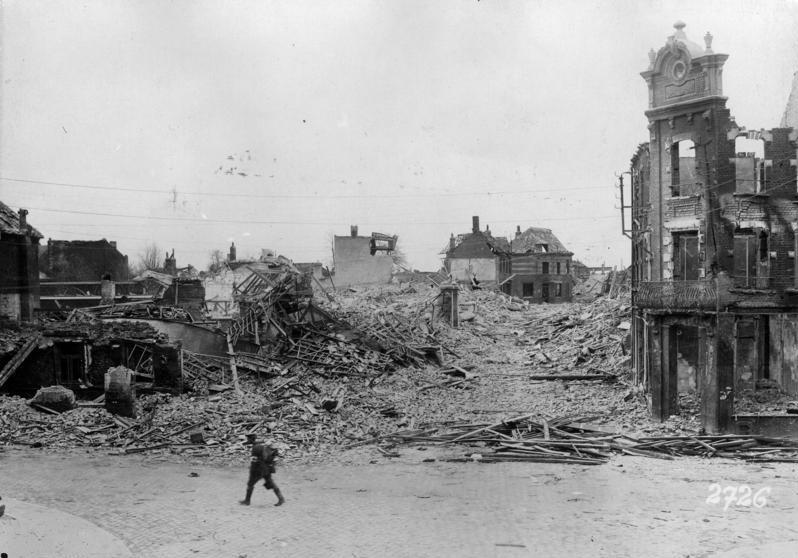
Lens en 1914.
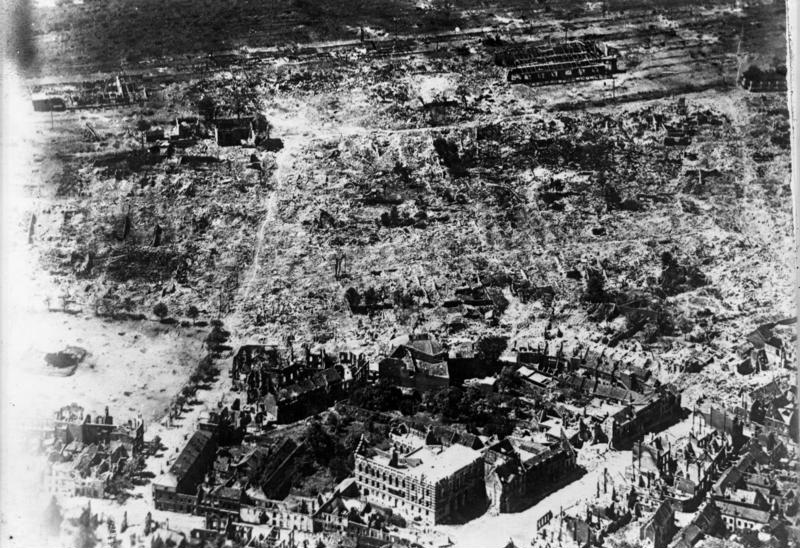
Lens en 1917.
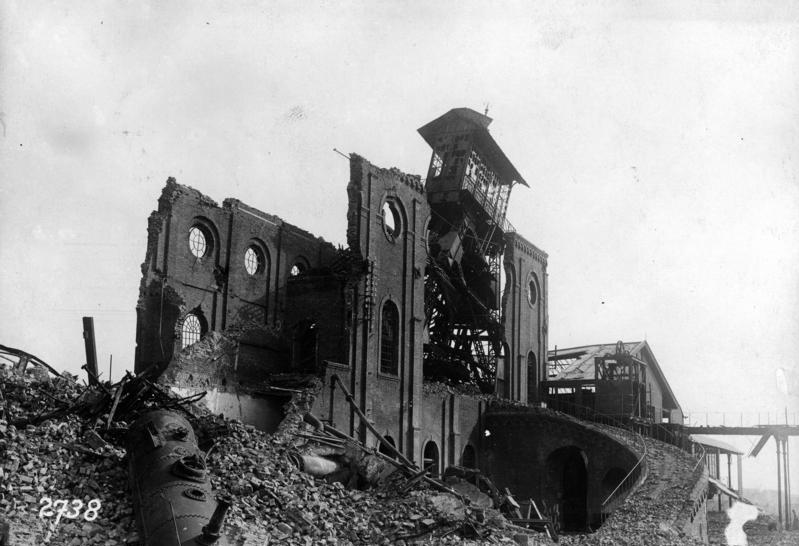
Destruction des mines (photo allemande ; entre 1914 et 1918).

### Entre-deux-guerres
La période qui suit la Grande Guerre va voir l'influence de Lens grandir, de même que sa démographie. Cet essor est symbolisé par la construction des Grands Bureaux de la Société des mines de Lens à la fin des années 1920, un bâtiment qui montre la puissance industrielle de la ville.
Michał Kwiatkowski transfère à Lens, en 1924 le quotidien Narodowiec (fondé à Herne en 1909). Une importante communauté polonaise arrive après la Grande Guerre et les décennies qui suivent et se réunit autour de la chapelle Sainte-Élisabeth de la fosse no 1. Le premier numéro sort des presses régionales le 12 octobre de la même année. Le journal écrit en polonais accompagne les nombreux mineurs polonais qui se sont installés dans la région et plus largement la polonia (diaspora polonaise). Sabordé en 1940, le quotidien ne sera de nouveau imprimé qu'à la Libération. Il cesse de paraître en 1989.
Le 14 août 1927, symboles de la reconstruction de la ville et de la marche en avant, Lens inaugure son hôtel de ville et sa nouvelle gare.
Le 25 février 1929, la banque industrielle et commerciale du Nord de Lens fait faillite. Elle laisse un passif de plus d'un million de francs. Les victimes sont toutes de petites gens.
Édouard Herriot, président du conseil, inaugure le 21 octobre 1932 le nouvel hôpital de Lens.

### Seconde Guerre mondiale

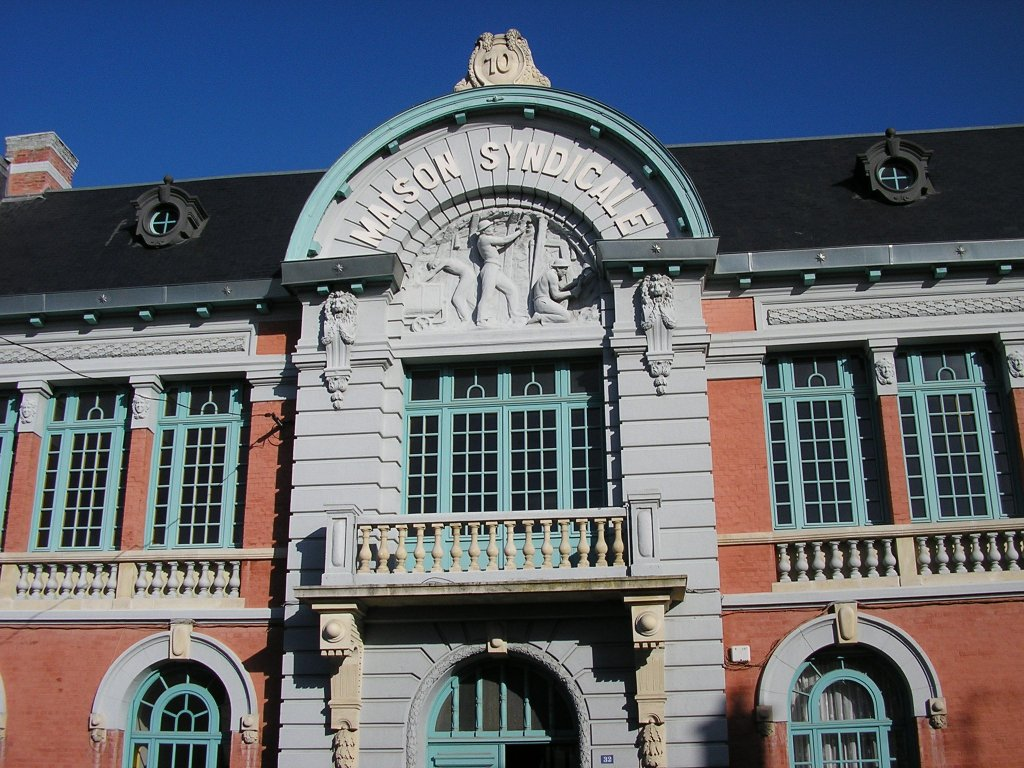
La Maison syndicale (2005).

Lens dut subir aussi les dégâts matériels de la guerre de 1939-1945, mais dans une moindre mesure que lors de la Grande Guerre. Dans la nuit du 10 au 11 septembre 1942, 528 juifs (dont 123 femmes et 288 enfants) sont raflés avec la complicité de la préfecture de police, et seront gazés à Auschwitz. Il s'agit de la rafle du 11 septembre 1942, la plus importante pour la région, où elle a lieu partout mais frappe particulièrement la communauté de Lens, qui n'a pu compter sur le soutien de la population. Une partie de la communauté juive étrangère était d'origine polonaise et était arrivée à Lens dans les années 1920, avec les autres Polonais s'étant engagés dans les mines. Ceci n'avait d'ailleurs pas eu lieu sans une certaine dose de xénophobie et d'antisémitisme, notamment à la fin de l'entre-deux-guerres, avec la création en juillet 1938 d'un « Comité provisoire de défense du commerce français » qui dénonçait, par affichage, la venue d'un « NOUVEAU FLOT DE 300 000 JUIFS ÉMIGRÉS […] réparti entre la France, l’Angleterre et les États-Unis »  [sic]. Selon les historiens N. Mariot et Cl. Zac qui ont analysé les archives départementales du Pas-de-Calais :
« Malgré l’exode d’une bonne moitié de la communauté dès mai 1940, le recensement de décembre 1940 dénombre encore 482 individus dits « israélites » dans le bassin. Moins de deux ans plus tard, celui du premier octobre 1942 n’en compte plus que treize. »
Une rue de Lens, rue des 528-Déportés-juifs, créée dans les années 2000, commémore l'évènement. Une plaque a également été posée en 2002 sur le quai numéro 1 de la gare où a eu lieu l'embarquement dans le train vers Auschwitz.
Au début de la Seconde Guerre mondiale, la ville héberge le « comité central de grève » du premier des actes de résistance collective à l'occupation nazie en France, et le plus massif en nombre, la grève patriotique des cent mille mineurs du Nord-Pas-de-Calais en mai-juin 1941, qui prive les Allemands de 93 000 tonnes de charbon pendant près de deux semaines, déclenchant 400 arrestations, des exécutions et la déportation de 270 personnes.
Début décembre 1943, a lieu à Lens la première réunion du comité départemental de libération du Pas-de-Calais.
La ville est bombardée par les alliés le 22 avril 1944, ce qui provoque la mort de 250 personnes.
La commune est décorée de la croix de guerre 1939-1945, avec palme de bronze, le 11 novembre 1948, distinction également attribuée à 28 autres communes du Pas-de-Calais.

### Après-guerre et Trente Glorieuses
L'après-guerre vit la nationalisation des anciennes compagnies houillères avec l'ordonnance du 14 décembre 1944 du Gouvernement provisoire de la République française (GPRF) dirigé par le général de Gaulle.
Avec les Trente Glorieuses, la ville s'agrandit encore pour atteindre en 1962 les 42 733 habitants, puis accueille de nombreux immigrés d'Afrique du Nord. Elle prend une importance suffisante pour scinder en deux l'arrondissement d'Arras, et créer en 1962 celui de Lens qui englobe sa conurbation minière de Lens avec entre autres les villes de Liévin, Carvin et Hénin-Beaumont. C'est son bassin houiller qui a permis à Lens de devenir une cité industrielle orientée vers la carbochimie (Mazingarbe, Drocourt, Vendin-le-Vieil) et la métallurgie (chaudronnerie, tréfilerie).
Deux bâtiments sont alors protégés des monuments historiques : la gare (en forme de locomotive) inscrite en 1984 et la maison syndicale des mineurs partiellement inscrite en 1996.

### Crise et reconversion

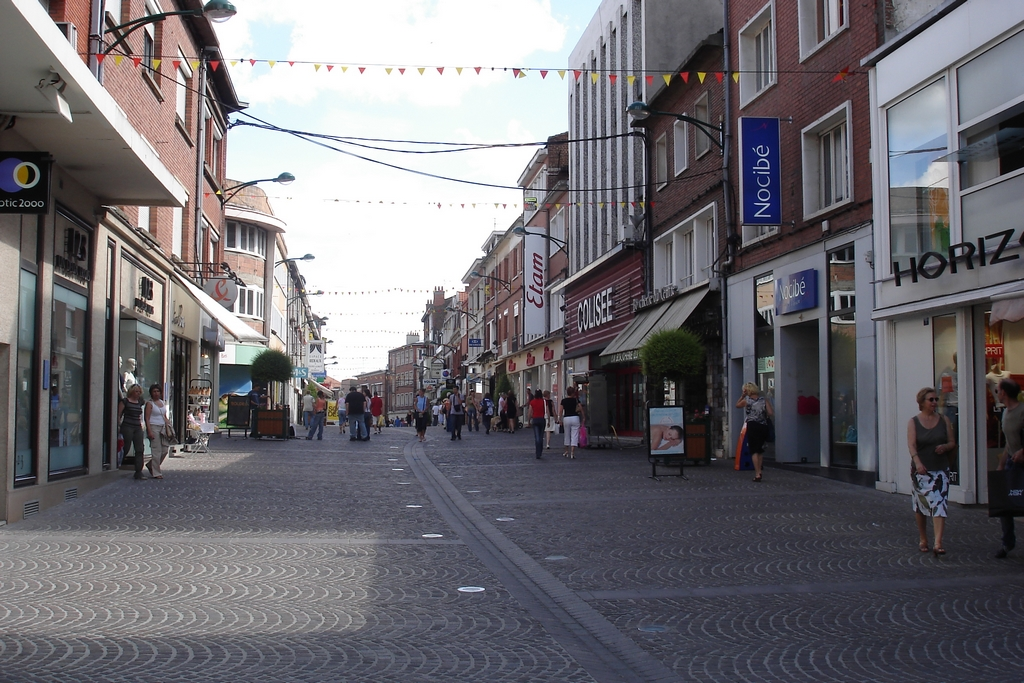
La rue de Paris dite « rue piétonne ».

Le recul de l'extraction du charbon, à partir des années 1960, puis l'arrêt total de l'extraction en 1990, a entraîné une grave crise de reconversion. Lens voit pendant une trentaine d'années sa population reculer, ses magasins et ses cinémas fermer et le chômage grimper. Depuis, la ville a diversifié ses activités industrielles autour de l'industrie textile, de la métallurgie, de la construction automobile et de l'industrie alimentaire, ainsi qu'autour des fonctions médicales (Centre hospitalier important), tertiaires (banques, centres d'appels) et administratives (sous-préfecture, université d'Artois).
La ville a néanmoins été classée neuvième ville la plus pauvre de France en 2010 par le Journal du Net en raison de l'importance du chômage (15,21 %* de la population active) et de la faiblesse de revenus de ses habitants (10 074,3 euros annuels en moyenne). En effet, plus de la moitié des foyers fiscaux y déclarent moins de 11 250 euros de revenus par an (revenu fiscal de référence).

## Politique et administration

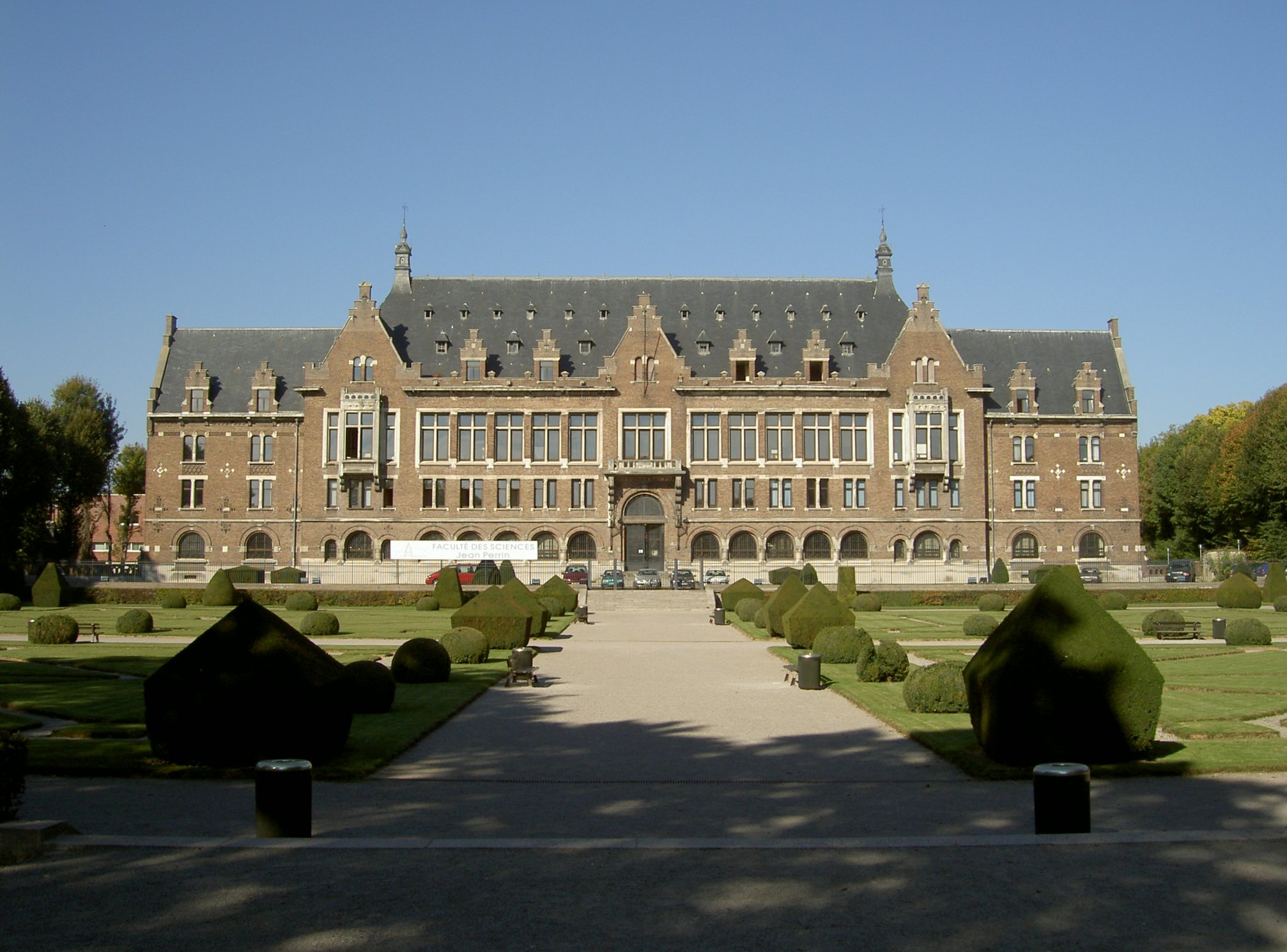
L'université d'Artois, dans les anciens Grands bureaux des Houillères.

### Découpage territorial
La commune est le chef-lieu d'arrondissement de l'arrondissement de Lens du département du Pas-de-Calais.

#### Commune et intercommunalités
Lens fait partie de la communauté d'agglomération de Lens-Liévin qui regroupe 36 communes et compte 242 587 habitants en 2021. Elle fait aussi partie du SCOT de Lens-Liévin et d'Hénin-Carvin.

#### Circonscriptions administratives
La commune est rattachée au canton de Lens.

#### Circonscriptions électorales
Pour l'élection des députés, la commune fait partie de la troisième circonscription du Pas-de-Calais.

### Élections municipales et communautaires

#### Tendances politiques et résultats
Lors du premier tour des élections municipales de 2014, huit listes s'affrontent : la liste Parti socialiste de Sylvain Robert (27,52 %), la liste Front national de Hugues Sion (19,98 %), la liste divers gauche d'Arnaud Sanchez (18,22 %), la liste divers gauche de Sébastien Piociniczak (12,61 %), la liste d'union de la droite de Sophie Gauthy (10,99 %), la liste divers gauche de Naceira Vincent (5,56 %), la liste Front de gauche de Jean-Michel Humez (3,22 %) et la liste d'extrême gauche de Flore Lataste (1,86 %). L'abstention est de 44,39 %. Le second tour est une triangulaire : la liste de Sylvain Robert remporte l'élection (42,01 %), il est suivi par celle d'Arnaud Sanchez (33,93 %) et par celle de Hugues Sion (24,04 %). L'abstention au second tour est de 44,67 %.
Si la ville de Lens connaît une forte tradition de gauche due à l'industrialisation du bassin minier, celle-ci connaît un déclin au profit du parti de Marine Le Pen. À titre d'exemple, cette dernière a obtenu 36,70 % des suffrages exprimés au premier tour de la présidentielle de 2017, suivie par Jean-Luc Mélenchon (22,72 %).

#### Élections municipales 2020
- Maire sortant : Sylvain Robert (PS)
- 39 sièges à pourvoir au conseil municipal (population légale 2017 : 31 415 habitants)
- Dix sièges à pourvoir au conseil communautaire (CA de Lens-Liévin)

| Tête de liste  | Tête de liste    | Liste          | Premier tour | Premier tour | Sièges | Sièges |
| Tête de liste  | Tête de liste    | Liste          | Voix         | %            | CM     | CC     |
| -------------- | ---------------- | -------------- | ------------ | ------------ | ------ | ------ |
|                | Sylvain Robert,  | PS-PCF         | 3 962        | 55,48        | 32     | 9      |
|                | Bruno Clavet     | RN             | 1 625        | 22,75        | 4      | 1      |
|                | Bruno Ducastel   | SE             | 885          | 12,39        | 2      | 0      |
|                | Naceira Vincent, | EÉLV-AE        | 390          | 5,46         | 1      | 0      |
|                | Frédéric Cotton  | DVG-LFI-PRCF   | 187          | 2,61         | 0      | 0      |
|                | Michel Darras    | LO             | 92           | 0,40         | 0      | 0      |
|                |                  |                |              |              |        |        |
| Inscrits       | Inscrits         | Inscrits       | 22 583       | 100,00       |        |        |
| Abstentions    | Abstentions      | Abstentions    | 15 271       | 67,82        |        |        |
| Votants        | Votants          | Votants        | 7 312        | 32,38        |        |        |
| Blancs et nuls | Blancs et nuls   | Blancs et nuls | 171          | 2,33         |        |        |
| Exprimés       | Exprimés         | Exprimés       | 7 141        | 31,62        |        |        |

#### Liste des maires
| Période          | Période                    | Identité         | Étiquette    | Qualité |
| ---------------- | -------------------------- | ---------------- | ------------ | --- |
| 31 décembre 1944 | 23 avril 1945              | Paul Sion        | SFIO         | Mineur Député du Pas-de-Calais (1936 → 1940 puis 1945 → 1955) Conseiller général de Lens-Est (1928 → 1940 puis 1949 → 1951) |
| 23 avril 1945    | 19 octobre 1947            | Auguste Lecœur,  | PCF          | Métallurgiste Sous-secrétaire d’État à la Production charbonnière (1946) Député du Pas-de-Calais (1945 → 1955) |
| 19 octobre 1947  | 23 septembre 1966          | Ernest Schaffner | SFIO         | Docteur en médecine Député du Pas-de-Calais : 13e circ. (1958 → 1966) Conseiller général de Lens-Est (1951 → 1966) Décédé en fonction |
| 4 décembre 1966  | 14 octobre 1998            | André Delelis    | SFIO puis PS | Représentant de commerce Ministre du Commerce et de l'Artisanat (1981 → 1983) Député du Pas-de-Calais : 13e circ. (1967 → 1981) Sénateur du Pas-de-Calais (1983 → 1992) Conseiller général de Lens-Nord-Ouest (1962 → 1982) Président du district urbain de Lens-Liévin (1968 → 1998) Démissionnaire |
| 14 octobre 1998  | 16 juin 2013               | Guy Delcourt     | PS           | Retraité de la fonction publique territoriale Député du Pas-de-Calais : 13e puis 3e circ. (2007 → 2017) Conseiller général de Lens-Nord-Ouest (2001 → 2007) 1er vice-président de la CA de Lens-Liévin (2001 → 2008) Démissionnaire                                                                  |
| 16 juin 2013     | En cours (au 25 mars 2022) | Sylvain Robert   | PS           | Cadre territorial Président de la CA de Lens-Liévin (2014 → ) Réélu pour le mandat 2014-2020, Réélu pour le mandat 2020-2026, |

### Autres élections
Lors de l'élection présidentielle de 2022, les électeurs de la commune se sont exprimés à 57,99 % pour Marine Le Pen et à 42,01 % pour Emmanuel Macron, puis aux élections européennes du 9 juin 2024 à 47,14 % pour la liste du Rassemblement national.

### Jumelages
Lens a été jumelée avec Plauen (Allemagne) en 1985 mais ce jumelage a pris fin, et au 30 août 2013, Lens n'est jumelée avec aucune ville.

## Équipements et services publics

### Espaces publics
La commune qui en 2008 disposait d'environ trente personnes pour la gestion de 111 ha d'espaces verts, a depuis 2007 une démarche de gestion différenciée, avec notamment deux grands espaces verts publics en gestion durable et 29 espaces verts en « végétalisation durable ».
En 2023, la commune se voit décerner le label « Deux Fleurs » par le jury national des Villes et Villages Fleuris.

### Enseignement
Lens a trois collèges publics et un privé, quatre lycées publics dont deux professionnels et un privé.
On y trouve le pôle science, technologie et tertiaire de l'université d'Artois, une école d'ingénieurs, l'Institut de génie informatique et industriel (IG2I) et plusieurs IUT. La Faculté Jean-Perrin, installée dans les anciens bureaux des mines de Lens depuis le début des années 1990, est le pôle scientifique de l'université d'Artois. On y étudie la biologie, la biochimie, la physique, la chimie, les mathématiques et l'informatique.

### Postes et télécommunications
En 2014, la commune de Lens est récompensée par le label « Ville Internet @ ».

### Santé
La ville est équipée d'un centre hospitalier de 1 200 lits dont 880 médicaux, de trois instituts médico-éducatifs (180, 90 et 75 places) et de cinq centres d'aide par le travail, ainsi que de maisons de retraite.

### Justice, sécurité, secours et défense

#### Justice
La commune dépend du tribunal de proximité de Lens, du conseil de prud'hommes de Lens, du tribunal judiciaire de Béthune, de la cour d'appel de Douai, du tribunal de commerce d'Arras, du tribunal administratif de Lille, de la cour administrative d'appel de Douai, du pôle nationalité du tribunal judiciaire de Béthune et du tribunal pour enfants de Béthune.

#### Sécurité
Le quartier lensois de la Grande Résidence a été placé en zone de sécurité prioritaire. La circonscription de Lens a un taux de délinquance supérieur à la moyenne dans le Pas-de-Calais « avec des indicateurs éducatifs et sociaux qui sont tous au rouge ». Seul Calais du fait de la problématique des migrants bat le record lensois.

## Population et société

### Démographie
Les habitants sont appelés les Lensois.

#### Évolution démographique
L'évolution du nombre d'habitants est connue à travers les recensements de la population effectués dans la commune depuis 1793. Pour les communes de plus de 10 000 habitants les recensements ont lieu chaque année à la suite d'une enquête par sondage auprès d'un échantillon d'adresses représentant 8 % de leurs logements, contrairement aux autres communes qui ont un recensement réel tous les cinq ans,.

En 2022, la commune comptait 32 697 habitants, en évolution de +6,54 % par rapport à 2016 (Pas-de-Calais : −0,72 %, France hors Mayotte : +2,11 %).
| 1793  | 1800  | 1806  | 1821  | 1831  | 1836  | 1841  | 1846  | 1851  |
| ----- | ----- | ----- | ----- | ----- | ----- | ----- | ----- | ----- |
| 2 081 | 2 365 | 2 316 | 2 381 | 2 551 | 2 645 | 2 673 | 2 807 | 2 796 |

| 1856  | 1861  | 1866  | 1872  | 1876  | 1881   | 1886   | 1891   | 1896   |
| ----- | ----- | ----- | ----- | ----- | ------ | ------ | ------ | ------ |
| 3 341 | 4 506 | 5 738 | 7 298 | 9 383 | 10 515 | 11 780 | 13 862 | 17 227 |

| 1901   | 1906   | 1911   | 1921   | 1926   | 1931   | 1936   | 1946   | 1954   |
| ------ | ------ | ------ | ------ | ------ | ------ | ------ | ------ | ------ |
| 24 370 | 27 744 | 31 812 | 14 259 | 30 155 | 33 513 | 32 730 | 34 342 | 40 753 |

| 1962   | 1968   | 1975   | 1982   | 1990   | 1999   | 2006   | 2011   | 2016   |
| ------ | ------ | ------ | ------ | ------ | ------ | ------ | ------ | ------ |
| 42 590 | 41 874 | 40 199 | 38 244 | 35 017 | 36 206 | 35 583 | 34 190 | 30 689 |

| 2021   | 2022   | - | - | - | - | - | - | - |
| ------ | ------ | - | - | - | - | - | - | - |
| 32 618 | 32 697 | - | - | - | - | - | - | - |

Comme la plupart des villes du bassin minier, Lens a connu sa plus forte population durant la période d'extraction de charbon, vers les années 1930, et la chute démographique a commencé en 1962 et plus fortement dans les années 1990. On peut évaluer cette perte à plus de 30 000 habitants pour le SCOT de Lens-Liévin Hénin-Carvin. Malgré une hausse entre 1990 à 1999, la ville perd 903 habitants entre 1999 et 2005, passant de 36 192 à 35 289 habitants, soit la troisième plus grosse chute de la région après Calais et Liévin. Depuis, la population baisse tous les ans. 4e ville du département depuis plusieurs décennies, Lens passe pour la première fois 5e en 2014, derrière Liévin, ville de sa banlieue.

#### Pyramide des âges
La population de la commune est relativement jeune.
En 2018, le taux de personnes d'un âge inférieur à 30 ans s'élève à 39,1 %, soit au-dessus de la moyenne départementale (36,7 %). Le taux de personnes d'âge supérieur à 60 ans est de 24,9 % la même année, au niveau communal et départemental.
En 2018, la commune comptait 15 041 hommes pour 16 565 femmes, soit un taux de 52,41 % de femmes, légèrement supérieur au taux départemental (51,50 %).
Les pyramides des âges de la commune et du département s'établissent comme suit.
| Hommes | Classe d’âge | Femmes |
| ------ | ------------ | ------ |
| 0,5    | 90 ou +      | 2,5    |
| 5,5    | 75-89 ans    | 10,1   |
| 13,6   | 60-74 ans    | 17,2   |
| 19,9   | 45-59 ans    | 18,4   |
| 18,8   | 30-44 ans    | 15,1   |
| 21,7   | 15-29 ans    | 19,3   |
| 20,0   | 0-14 ans     | 17,3   |

| Hommes | Classe d’âge | Femmes |
| ------ | ------------ | ------ |
| 0,5    | 90 ou +      | 1,6    |
| 5,6    | 75-89 ans    | 8,9    |
| 16,7   | 60-74 ans    | 18,1   |
| 20,2   | 45-59 ans    | 19,2   |
| 18,9   | 30-44 ans    | 18,1   |
| 18,2   | 15-29 ans    | 16,2   |
| 19,9   | 0-14 ans     | 17,9   |

### Sports et loisirs

#### Équipe de football
Outre ses activités économiques, Lens bénéficie du rayonnement international de son fameux club de football, le Racing Club de Lens, les « Sang et Or », véritable pôle culturel et sportif de la ville, qui contribue fortement à sa notoriété nationale, et le symbole actif de la mémoire des houillères et de certaines valeurs chères à la ville de Lens et au bassin minier de la région Nord-Pas-de-Calais. L'équipe fut championne de France de football en 1998, vainqueur de la Coupe de la Ligue en 1999, demi-finaliste de la Coupe UEFA en 2000, vainqueur de la coupe Intertoto en 2005 et régulièrement présente sur la scène footballistique européenne. Le club descend néanmoins en Ligue 2 à l'issue de la saison 2007-2008 pour y faire un bref passage et remonter dès la saison suivante en Ligue 1. Malheureusement leur retour au premier plan du football français fut bref puisque le club n'y restera que deux saisons malgré une bonne première saison (11e place et demi-finaliste de la coupe de France en 2010). Le RC Lens joue  en Ligue 1 depuis la saison 2020-2021.

#### Stade Félix-Bollaert - André Delelis

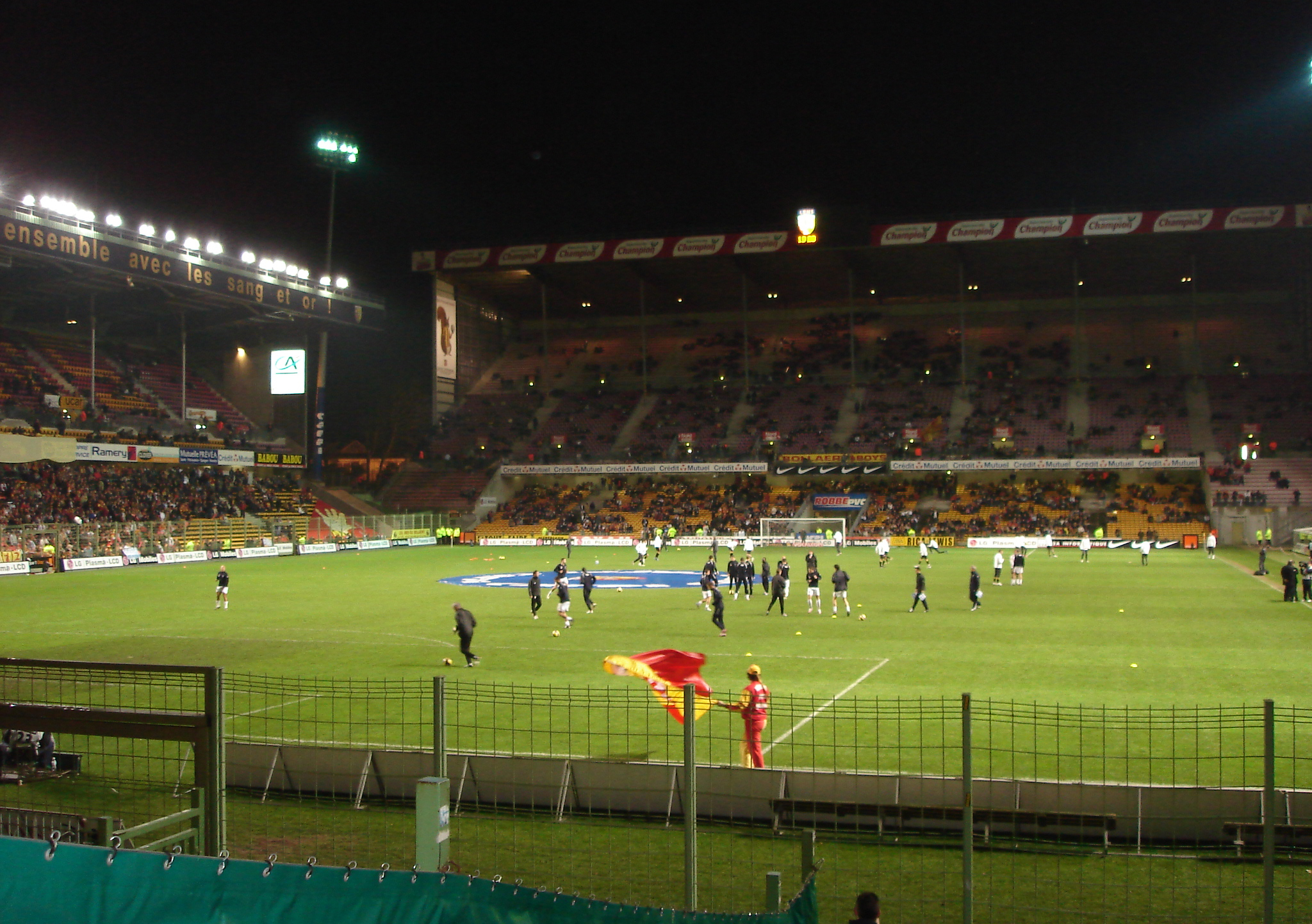
Stade Bollaert-Delelis.

La ville de Lens dispose avec le stade Bollaert-Delelis (puis Bollaert Delelis) d'un équipement sportif de renommée internationale. Situé en plein cœur de ville, il est bâti sur le modèle des stades anglais. L'image de la ville est indissociable de cette enceinte consacrée au football. Il reflète la passion que les Lensois et la population régionale éprouvent pour le RC Lens. D’importance nationale, il a une capacité supérieure à la population totale de la ville. Son affluence record a été de 48 912 spectateurs en 1992, avant sa mise aux normes internationales et travaux qui ont ramené sa capacité à 42 000 places. Lens est la plus petite ville à avoir accueilli une coupe du monde de football (en 1998) et une coupe du monde de rugby (en 1999 puis en 2007). Le stade a également accueilli, outre les rencontres européennes du club local, plusieurs matches à domicile de celui de Lille, une agglomération beaucoup plus grande mais qui n'était pas dotée d'un tel stade.
Lens accueille l'euro 2016 au stade Bollaert Delelis dont les rencontres Albanie-Suisse, Angleterre-Pays de galles et Turquie-République tchèque et la rencontre Croatie-Portugal comptant pour les 8e de finale. Une fan-zone est créée pour toutes les rencontres durant l'Euro au centre-ville.

#### Jeux olympiques
Le 3 juillet 2024, le Louvre-Lens accueille la flamme olympique des Jeux olympiques d'été de 2024, officiellement appelés les Jeux de la XXXIIIe olympiade, qui se dérouleront du 26 juillet au 11 août 2024 à Paris.

## Économie
Lens est le siège de la Chambre de commerce et d'industrie de l'Arrondissement de Lens.

### Revenus de la population et fiscalité
En 2021, la commune compte 13 571 ménages fiscaux, regroupant 28 508 personnes.
Le revenu fiscal médian par ménage, le taux de pauvreté des ménages et la part des ménages fiscaux imposés de la commune, du département du Pas-de-Calais et de la métropole sont les suivants :
- le revenu fiscal médian par ménage de la commune est de 17 250 €, inférieur à celui du département du Pas-de-Calais (20 720 €) et inférieur à celui de la France métropolitaine (23 080 €)[Insee 1],[Insee 2],[Insee 3] ;
- le taux de pauvreté des ménages de la commune est de 32 %, de 18,4 % au niveau du département et de 14,9 % au niveau de la métropole[Insee 4],[Insee 5],[Insee 6] ;
- la part des ménages fiscaux imposés dans la commune est de 35 %, de 44,1 % au niveau du département et de 53,4 % au niveau de la métropole[Insee 1],[Insee 2],[Insee 3].

### Emploi
|                       | 2010   | 2015   | 2021   |
| --------------------- | ------ | ------ | ------ |
| Commune               | 24,7 % | 29,6 % | 25,3 % |
| Département           | 15,4 % | 17,7 % | 14,7 % |
| France métropolitaine | 11,6 % | 13,7 % | 11,7 % |

En 2021, la population âgée de 15 à 64 ans s'élève à 20 217 personnes, parmi lesquelles on compte 65,9 % d'actifs (49,3 % ayant un emploi et 16,7 % de chômeurs) et 34,1 % d'inactifs,. En 2021, le taux de chômage communal (au sens du recensement) des 15-64 ans est supérieur à celui du département et supérieur à celui de la France métropolitaine.
La commune est la commune-centre de l'aire d'attraction de Lens - Liévin,. Elle compte 21 409 emplois en 2021, contre 21 475 en 2015 et 23 264 en 2010. Le nombre d'actifs ayant un emploi résidant dans la commune est de 10 076, soit un indicateur de concentration d'emploi de 212,5 et un taux d'activité parmi les 15 ans ou plus de 50,5 %.
Sur ces 10 076 actifs de 15 ans ou plus ayant un emploi, 3 484 travaillent dans la commune, soit 35 % des habitants. Pour se rendre au travail, 77,0 % des habitants utilisent une voiture, un camion ou une fourgonnette, 9,0 % les transports en commun, 11,5 % s'y rendent en deux-roues, à vélo ou à pied et 2,5 % n'ont pas besoin de transport (travail au domicile).

### Entreprises et commerces

#### Activités hors agriculture
2 184 établissements marchands non agricoles sont économiquement actifs en 2021 à Lens,,.
| Secteur d'activité                                                                                        | Commune | Commune | Département |
| Secteur d'activité                                                                                        | Nombre  | %       | %           |
| --- | ------- | ------- | ----------- |
| Ensemble                                                                                                  | 2 184   | 100 %   | (100 %)     |
| Industrie manufacturière, industries extractives et autres                                                | 79      | 3,6 %   | (6,6 %)     |
| Construction                                                                                              | 169     | 7,7 %   | (10,5 %)    |
| Commerce de gros et de détail, transports, hébergement et restauration                                    | 781     | 35,8 %  | (30,5 %)    |
| Information et communication                                                                              | 54      | 2,5 %   | (1,8 %)     |
| Activités financières et d'assurance                                                                      | 118     | 5,4 %   | (4,8 %)     |
| Activités immobilières                                                                                    | 102     | 4,7 %   | (5,0 %)     |
| Activités spécialisées, scientifiques et techniques et activités de services administratifs et de soutien | 348     | 15,9 %  | (13,8 %)    |
| Administration publique, enseignement, santé humaine et action sociale                                    | 364     | 16,7 %  | (16,8 %)    |
| Autres activités de services                                                                              | 169     | 7,7 %   | (10,0 %)    |

#### Agriculture
La commune est dans l'« Artois », une petite région agricole dans le département du Pas-de-Calais. En 2020, aucune exploitation agricole n'est recensée à Lens.

### Tourisme

#### Hôtellerie, autres hébergements collectifs et camping
Au 1er janvier 2025, la commune dispose de sept hôtels pour une capacité totale de 305 chambres et d'un autre type d'hébergements collectifs totalisant 24 places de lit mais ne dispose d'aucun camping.

## Culture locale et patrimoine

### Lieux et monuments

#### Patrimoine mondial
Depuis le 30 juin 2012, la valeur universelle et historique du bassin minier du Nord-Pas-de-Calais est reconnue et inscrite sur la liste du patrimoine mondial de l’UNESCO. Parmi les 353 sites, répartis sur 109 lieux inclus dans le périmètre du bassin minier, le site no 63 de Lens, riche en éléments, est composé de la cité pavillonnaire no 12, de l'église Saint-Édouard, de son presbytère, du groupe scolaire, avec le logement du directeur, du monument aux morts de la Compagnie de Lens, de la cité moderne n° 12 bis, la cité de corons no 1, près de la fosse no 1 des mines de Lens, de la cité pavillonnaire des Provinces, son presbytère, son groupe scolaire, avec la maison du directeur et la maison des sœurs, de la cité pavillonnaire no 9, dite cité Saint-Théodore, l'église Saint-Théodore, l'école, le logement de l'instituteur, la maison de l'ingénieur en chef, la cité pavillonnaire Jeanne-d'Arc, éléments liés à l'exploitation de la fosse no 9 des mines de Lens, le site no 64 est formé par les grands bureaux de la Compagnie des mines de Lens, le site no 65 est formé par la cité de corons no 2, construite pour les mineurs de la fosse no 2 - 2 bis des mines de Lens, le site no 66 est formé par la maison syndicale des mineurs, le site no 67 est formé par le monument à Émile Basly, le site no 68 est formé par la gare de Lens, et le site no 69 est formé par le monument aux morts,.

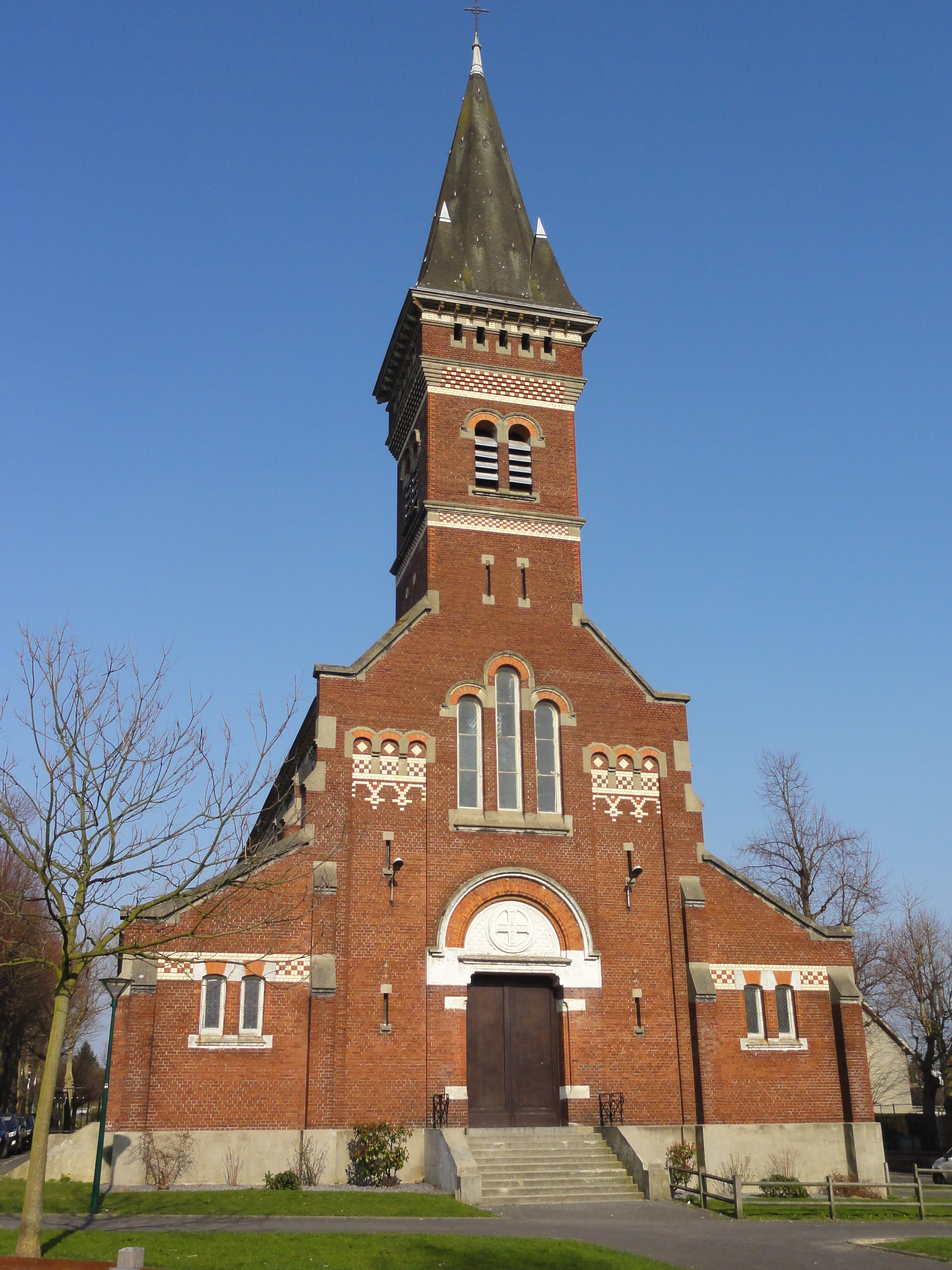
L'église Saint-Édouard.
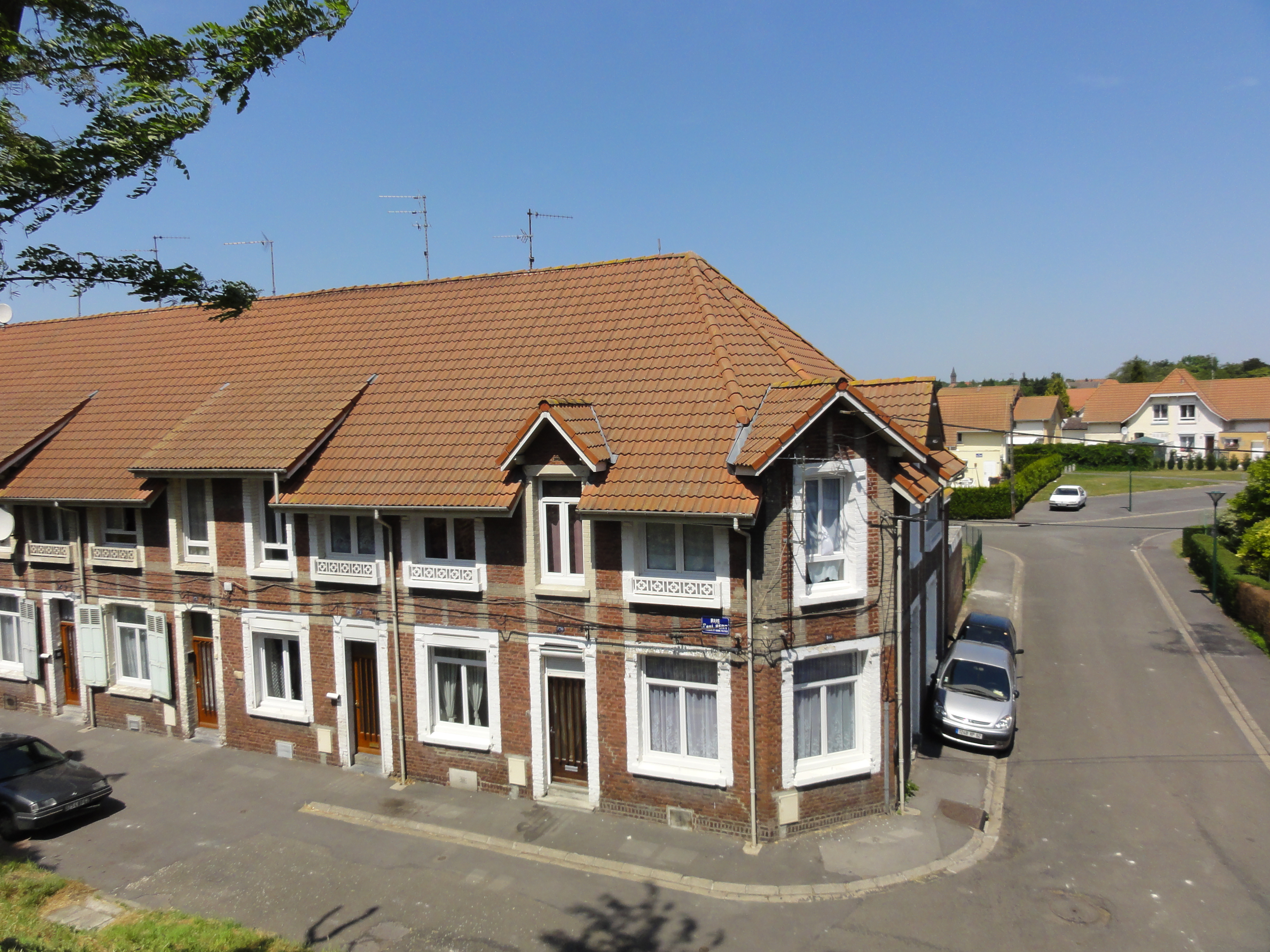
Un coron de la cité pavillonnaire no 9.
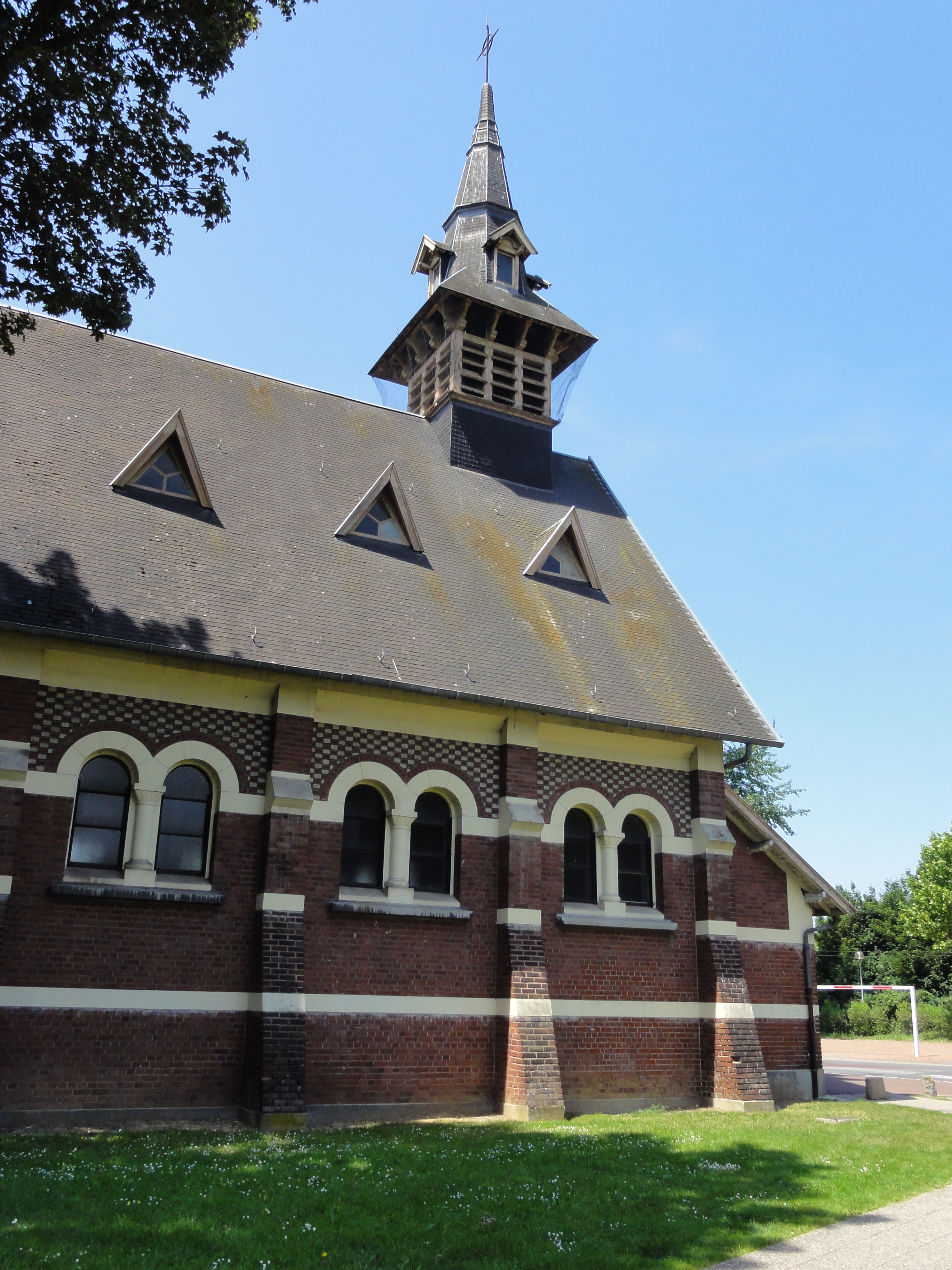
L'église Saint-Théodore.
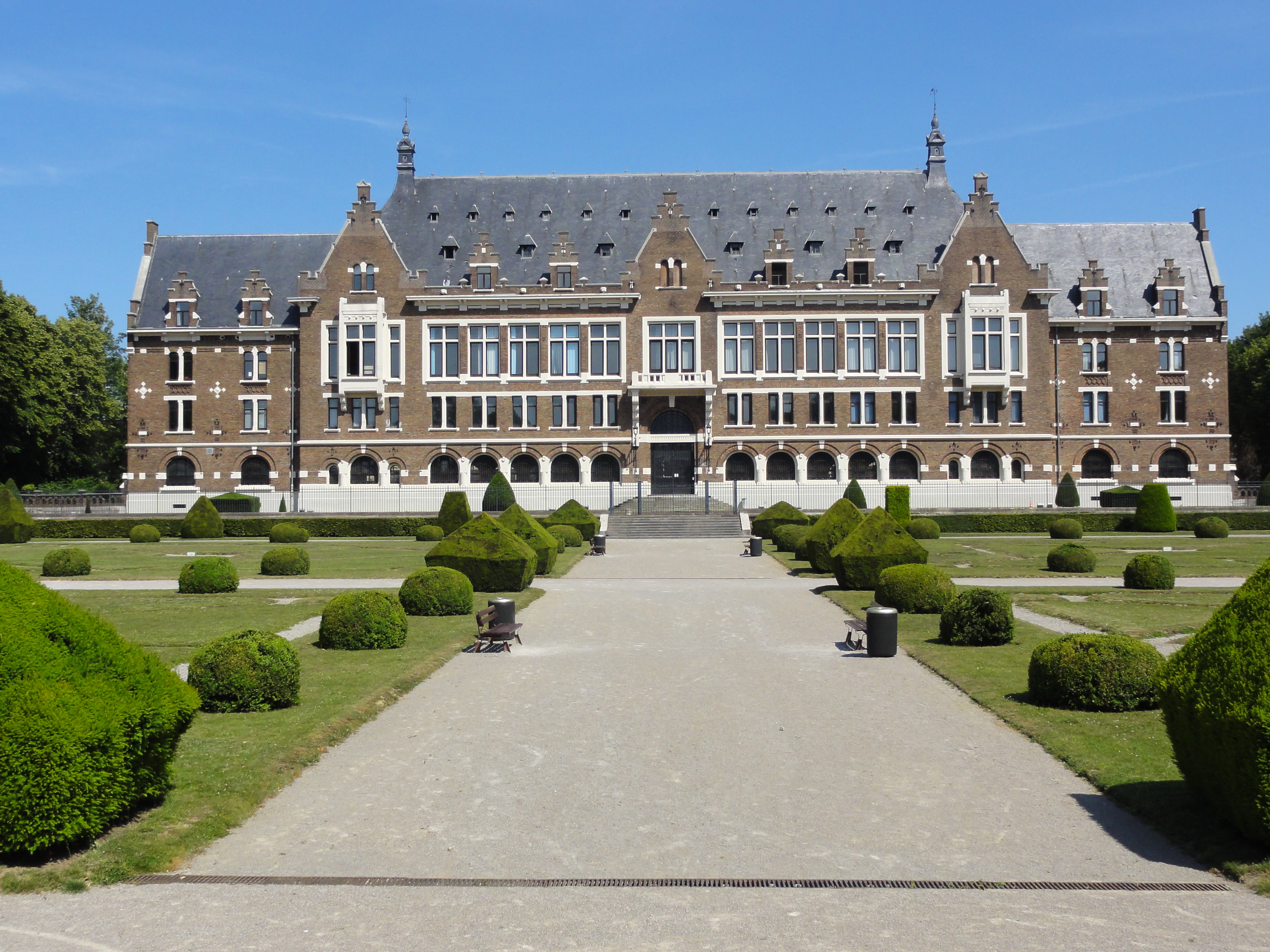
Les grands bureaux.
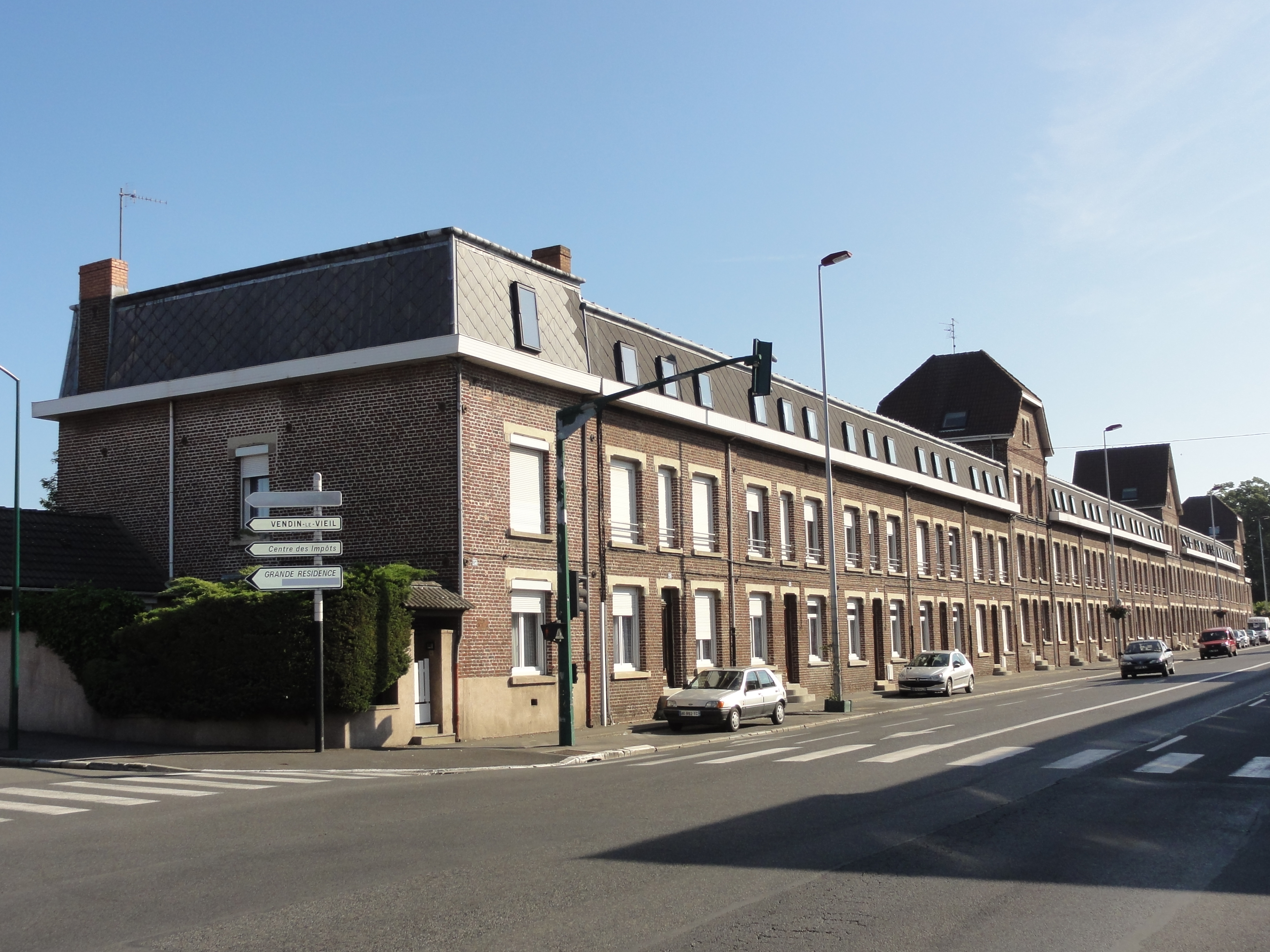
La cité de corons.
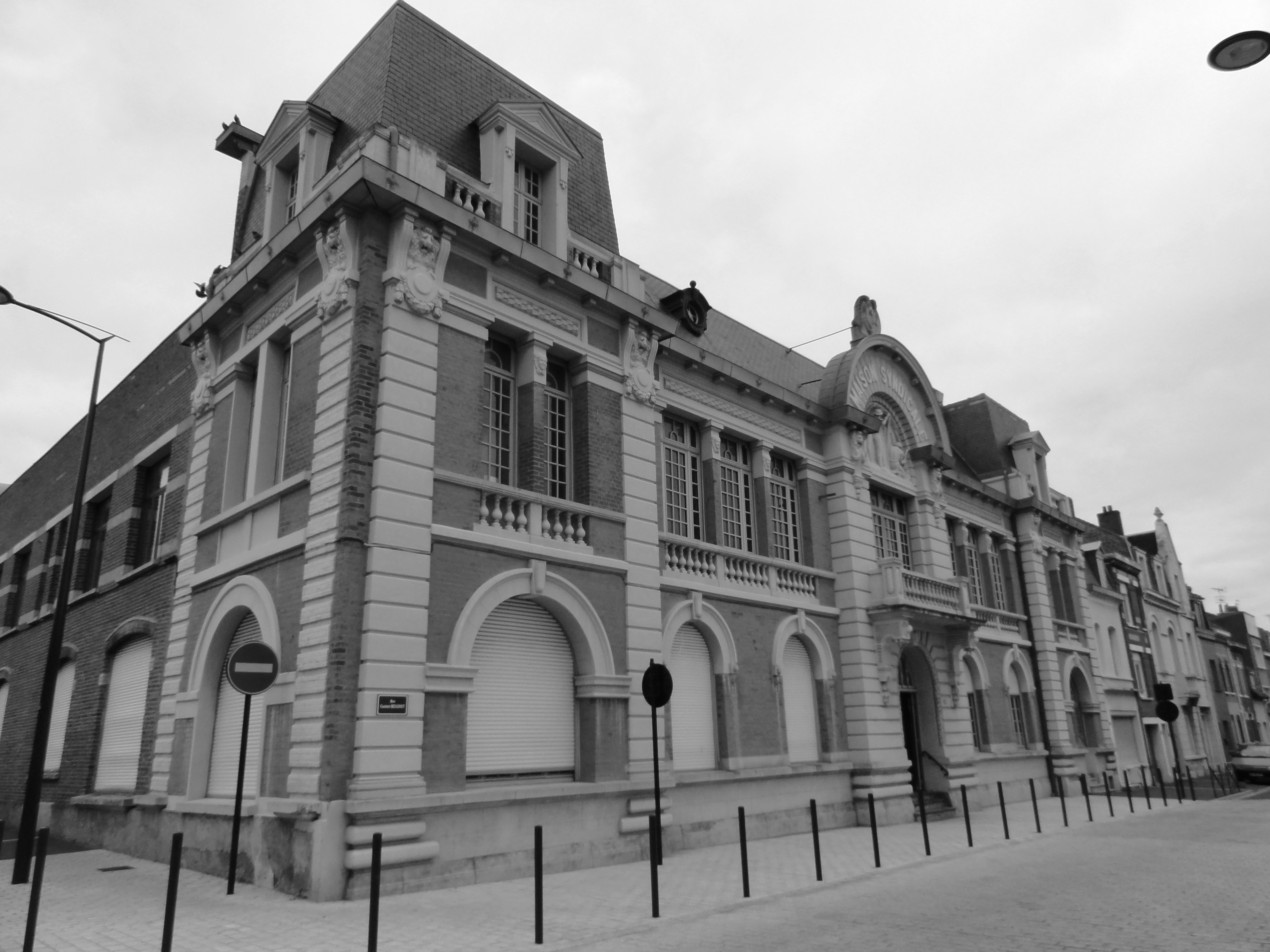
La maison syndicale en 2011.
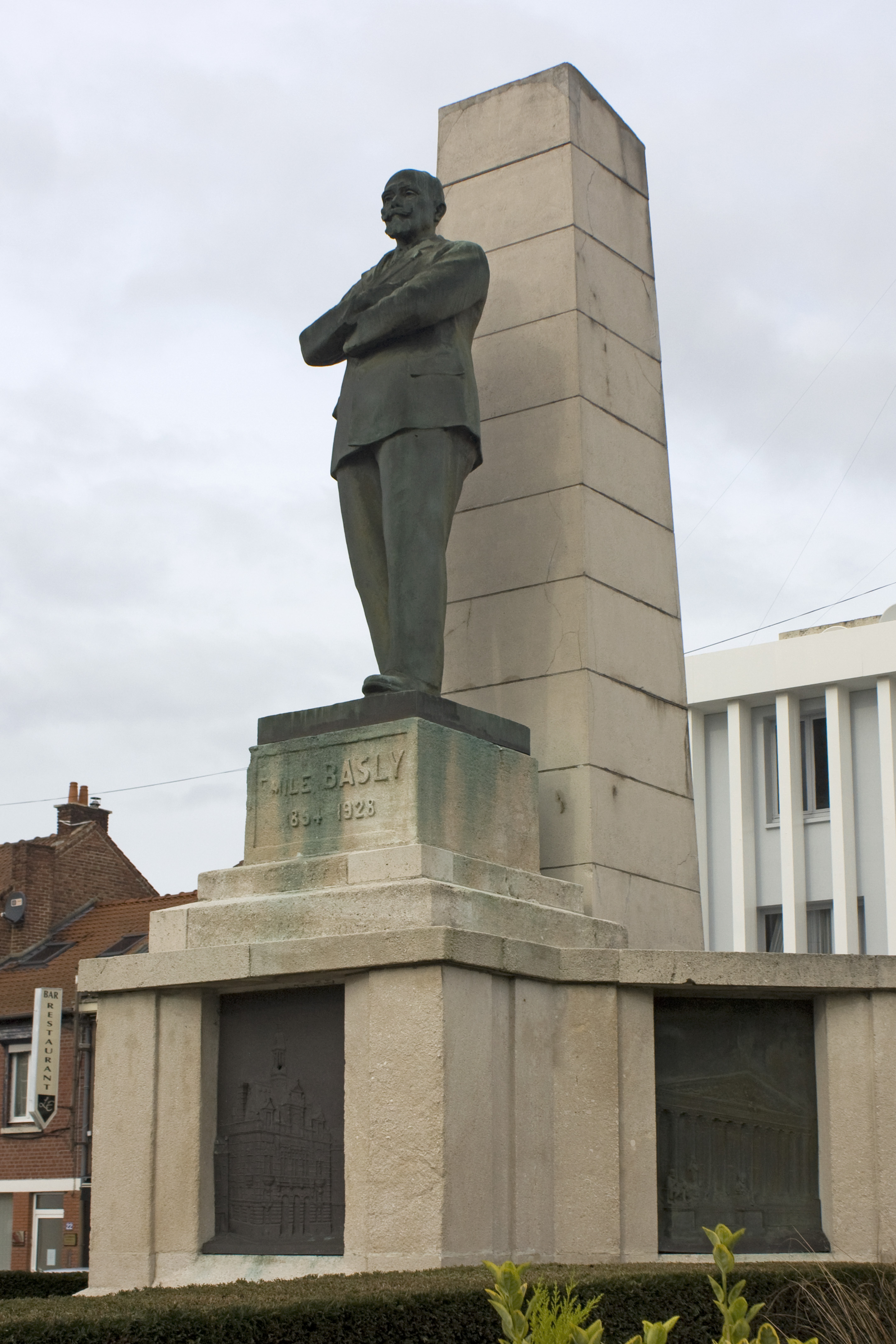
Le monument à Émile Basly.
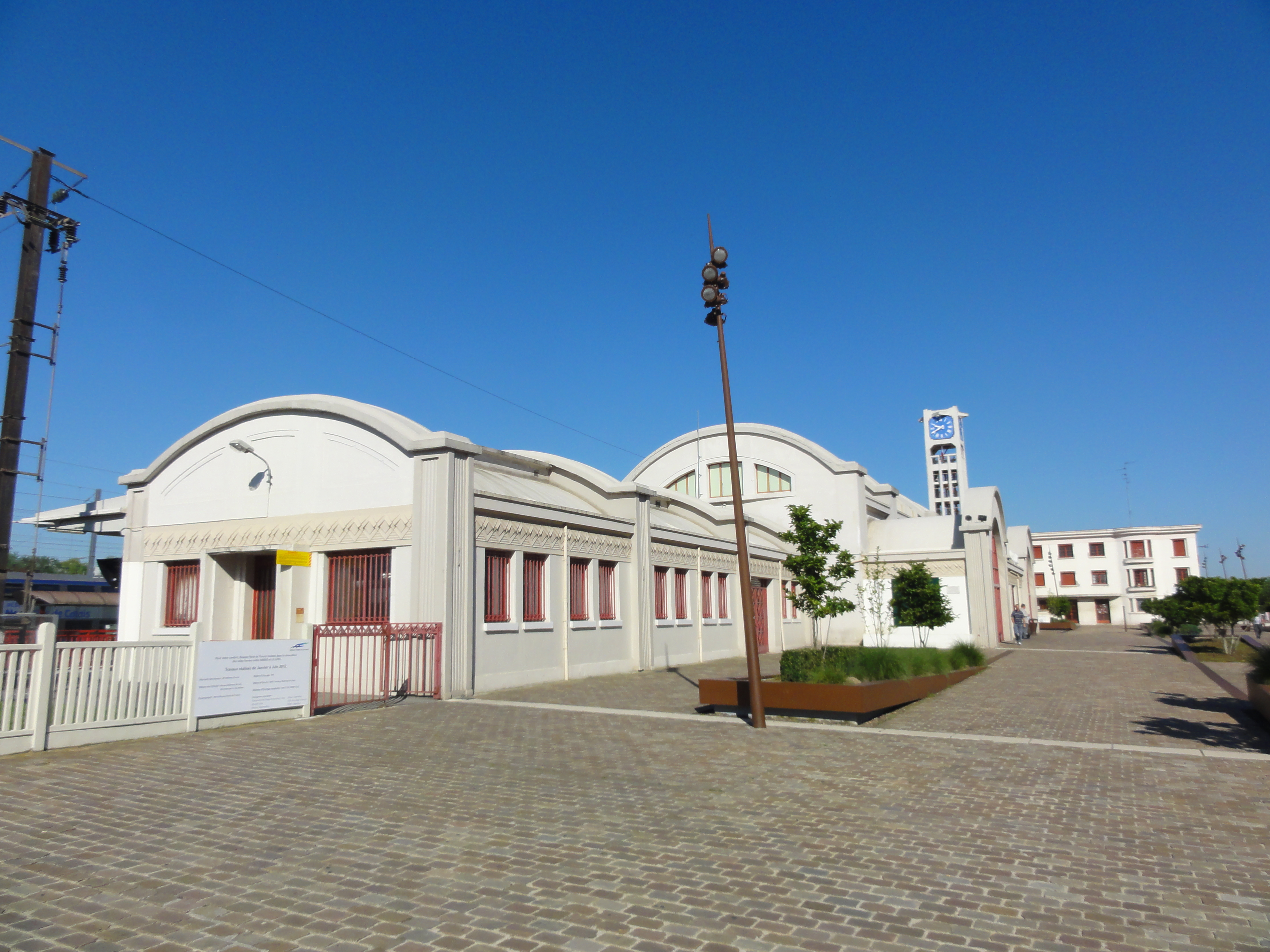
La gare de Lens.
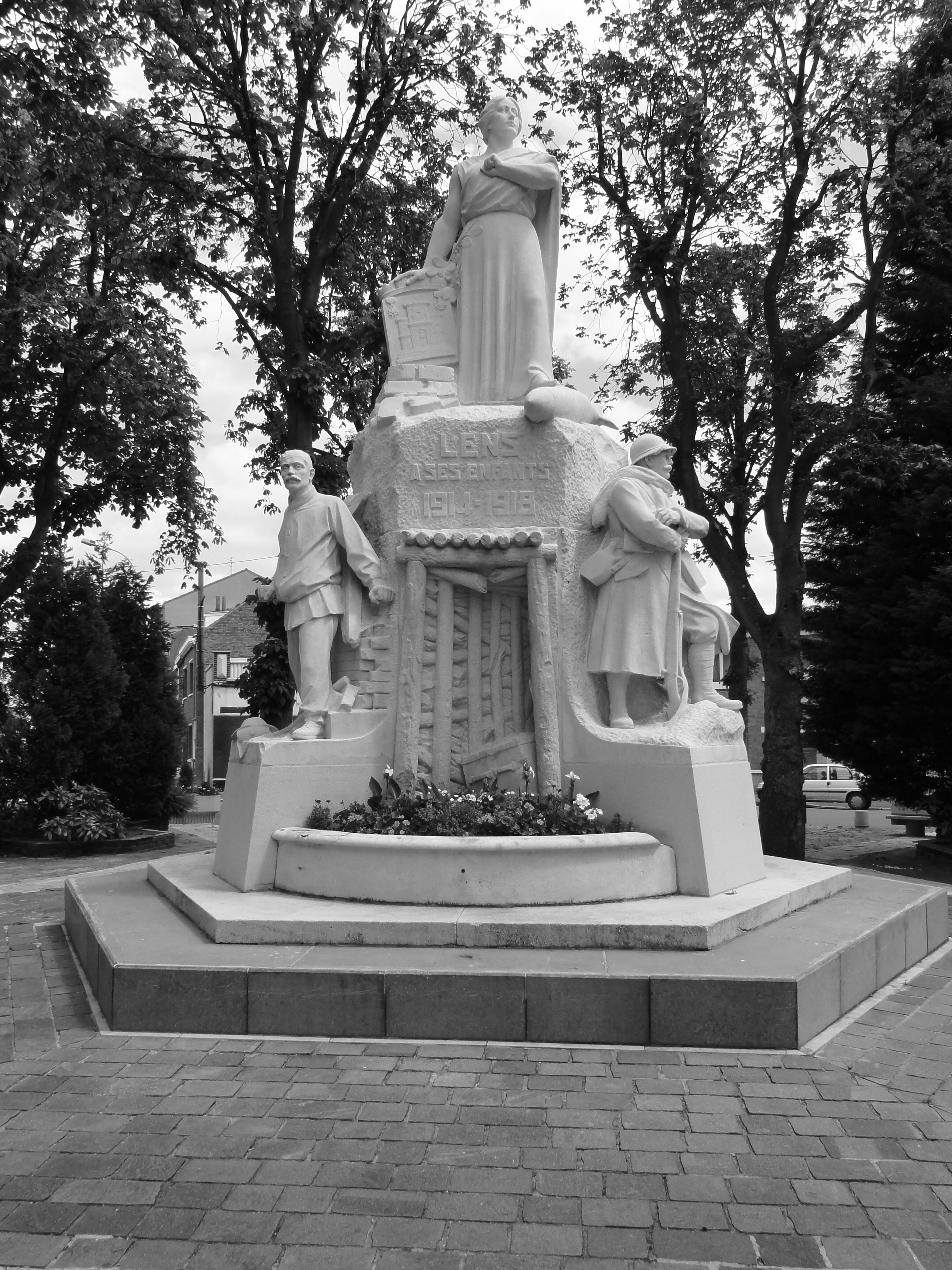
Le monument aux morts.

#### Édifices religieux

##### Culte catholique

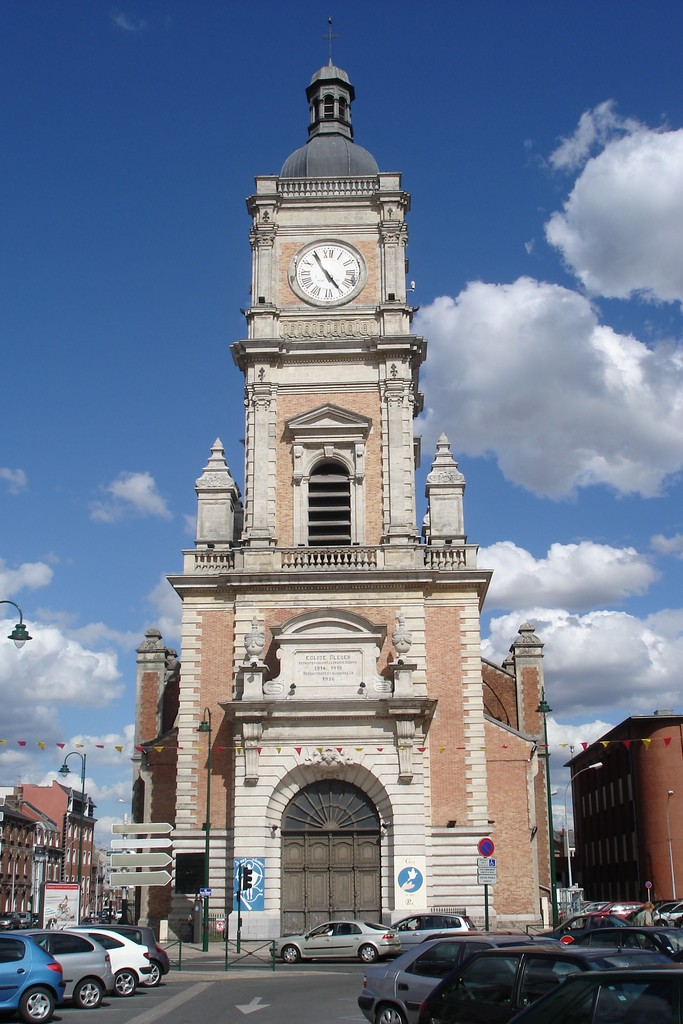
L'église Saint-Léger de Lens.

- Église Notre-Dame-de-Boulogne, rue Prosper-Mérimée, construite en 1954[96].
- Église Saint-Édouard, parvis de l'église Saint-Édouard, cité no 12, avec le presbytère et l'ancien logement des Sœurs (inscription au titre des monuments historiques en 2009)[97],[98].
- Église Sainte-Élisabeth, rue du Père Joseph Puchala (dite église du Millénium) regroupe la paroisse polonaise[99].
- Église Saint-Léger, rue Berthelot, centre-ville.
- Église Saint-Théodore, rue Molière, cité no 9.
- Église Notre-Dame-des-Mines-Saint-Wulgan, route de Lille, construite en 1961-1962[100].
- Église Sainte-Barbe, rue Saint-Valentin (désaffectée).
- Chapelle Saint-Pierre, rue Saint-Esprit.
- Chapelle Sainte-Thérèse, route de la Bassée (désaffectée).

##### Culte protestant
- Temple protestant de Lens, rue Victor Hugo.
- Temple baptiste, avenue Alfred Maes.
- Église évangélique protestante l'Essen'Ciel, 50 Rue de la Gare.
- Église évangélique réunions chrétienne, chemin Chevalier.

##### Culte musulman
- Mosquée Abou-Bakr, rue Mansart.

##### Judaïsme
- Synagogue ACI, rue Casimir Beugnet.

#### Architecture civile
- École Louis-Pasteur et ancien dispensaire de la cité no 11 de la compagnie des mines de Lens (inscription au titre des monuments historiques en 2009)[101] ;
- Gare de Lens (inscription au titre des monuments historiques en 1984)[102],[103] ;
- Grands bureaux de la compagnie des mines de Lens, actuelle université d'Artois, 2 route de La Bassée : vestibule, cage d'escalier, rampe d'appui, pavillon, jardin, mur de clôture, décor intérieur (inscription au titre des monuments historiques en 2009)[104] ;
- Groupe scolaire Jean-Macé, ancienne habitation du directeur des écoles et ancien patronage de la cité no 12 de la compagnie des mines de Lens, parvis de l'église Saint-Édouard, grand chemin de Loos (inscription au titre des monuments historiques en 2009)[105] ;
- Logement des Sœurs de la cité numéro 12 de la compagnie des mines de Lens, 2 parvis de l'Église Saint-Edouard (inscription au titre des monuments historiques en 2009)[98] ;
- Maison du peuple de Lens
- Maison syndicale des mineurs, rue Émile-Zola, rue Duquesnoy, rue Casimir-Beugnet : cour, cinéma, élévation (inscription au titre des monuments historiques en 1996)[106] ;
- Monument à Émile Basly, par Augustin Lesieux (1877-1964), avenue Alfred-Maës, rue Albert-Camus (inscription au titre des monuments historiques en 2009)[107] ;
- Monument aux morts de la compagnie des mines de Lens, route de Béthune, avenue de la Fosse 12 : square, cimetière (inscription au titre des monuments historiques en 2009)[108] ;
- Monument aux morts de la Première Guerre mondiale de Lens, rond-point Van-Pelt (inscription au titre des monuments historiques en 2009)[109] ;
- Salle d'œuvres Saint-Pierre de la cité numéro 11 de la compagnie des mines de Lens, rue du Saint-Esprit (inscription au titre des monuments historiques en 2009)[110] ;
- Monument aux morts du bombardement du 12 août 1944 par les Allemands, place Saint-Léonard.
- Les différents monuments aux morts et plaques commémoratives[111].

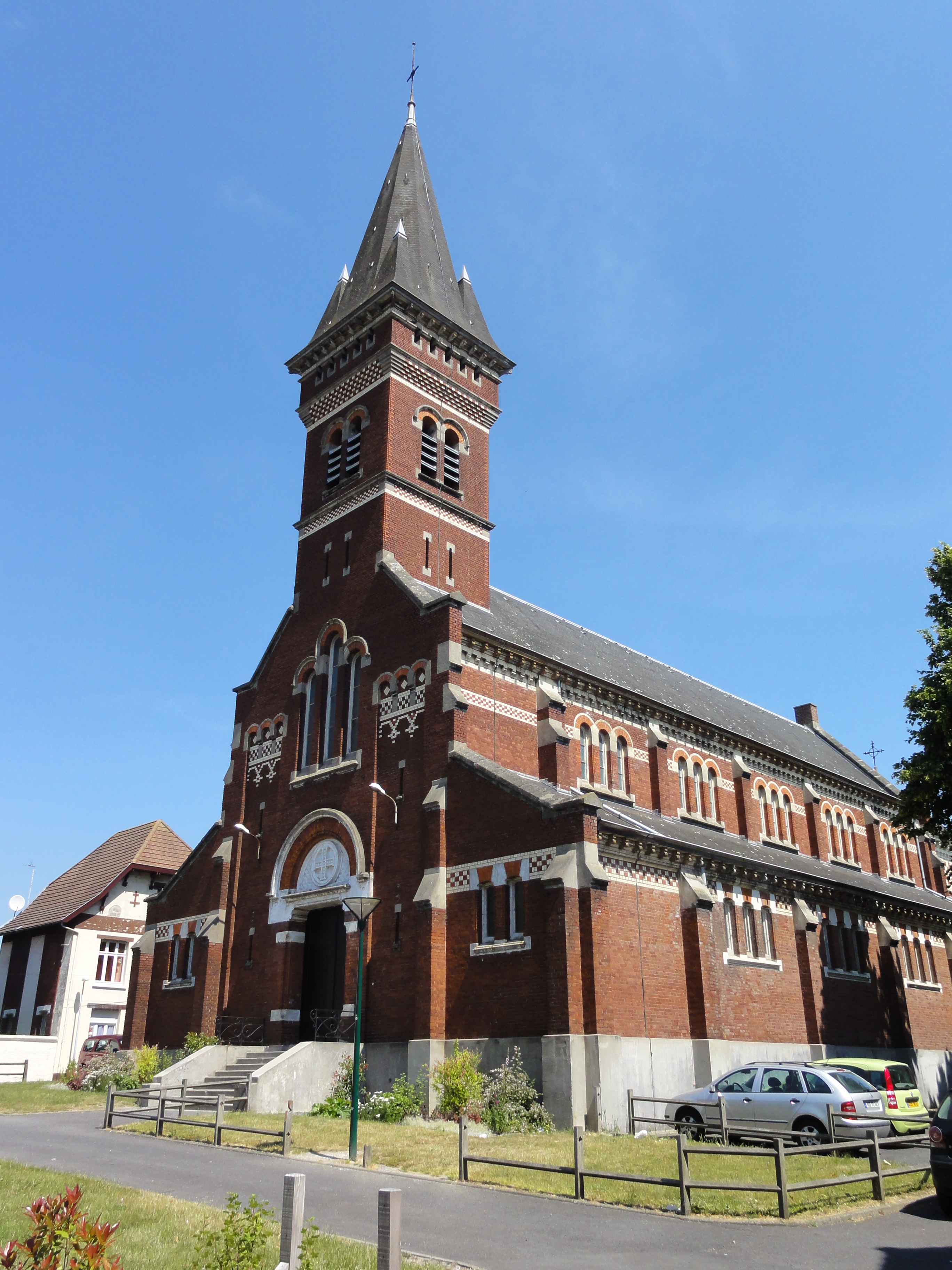
Église Saint-Édouard.
Gare de Lens.
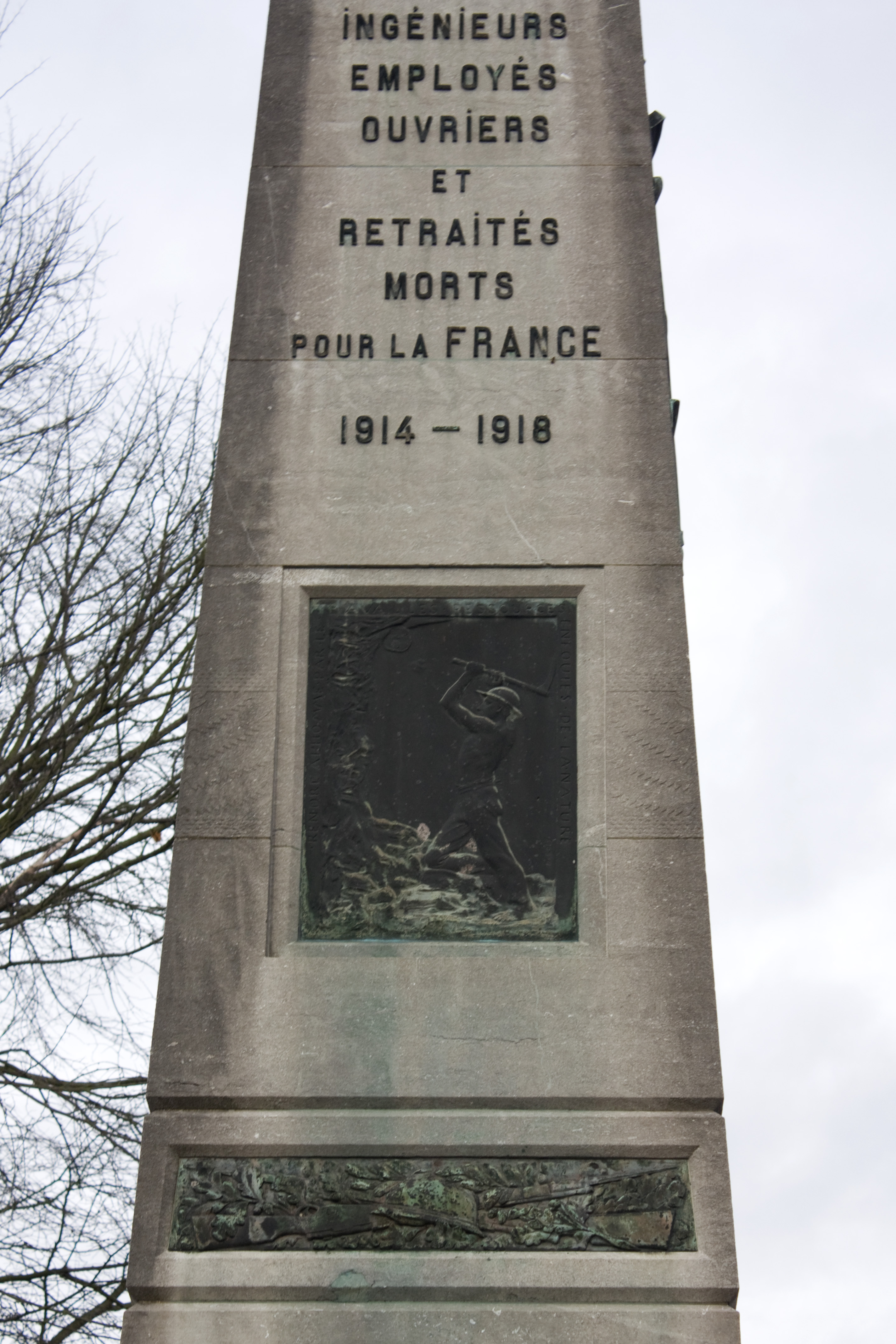
Monument aux morts de la Compagnie des mines de Lens.

### Patrimoine culturel

#### Théâtre municipal Le Colisée
Au départ un cinéma ouvert en 1965, puis racheté par la ville en 1979 et inauguré le 9 octobre 1982, le théâtre municipal Le Colisée de Lens est situé dans la rue piétonne du centre-ville.
Le Colisée comporte une salle d'exposition ainsi qu'une salle de spectacles.

#### Louvre-Lens

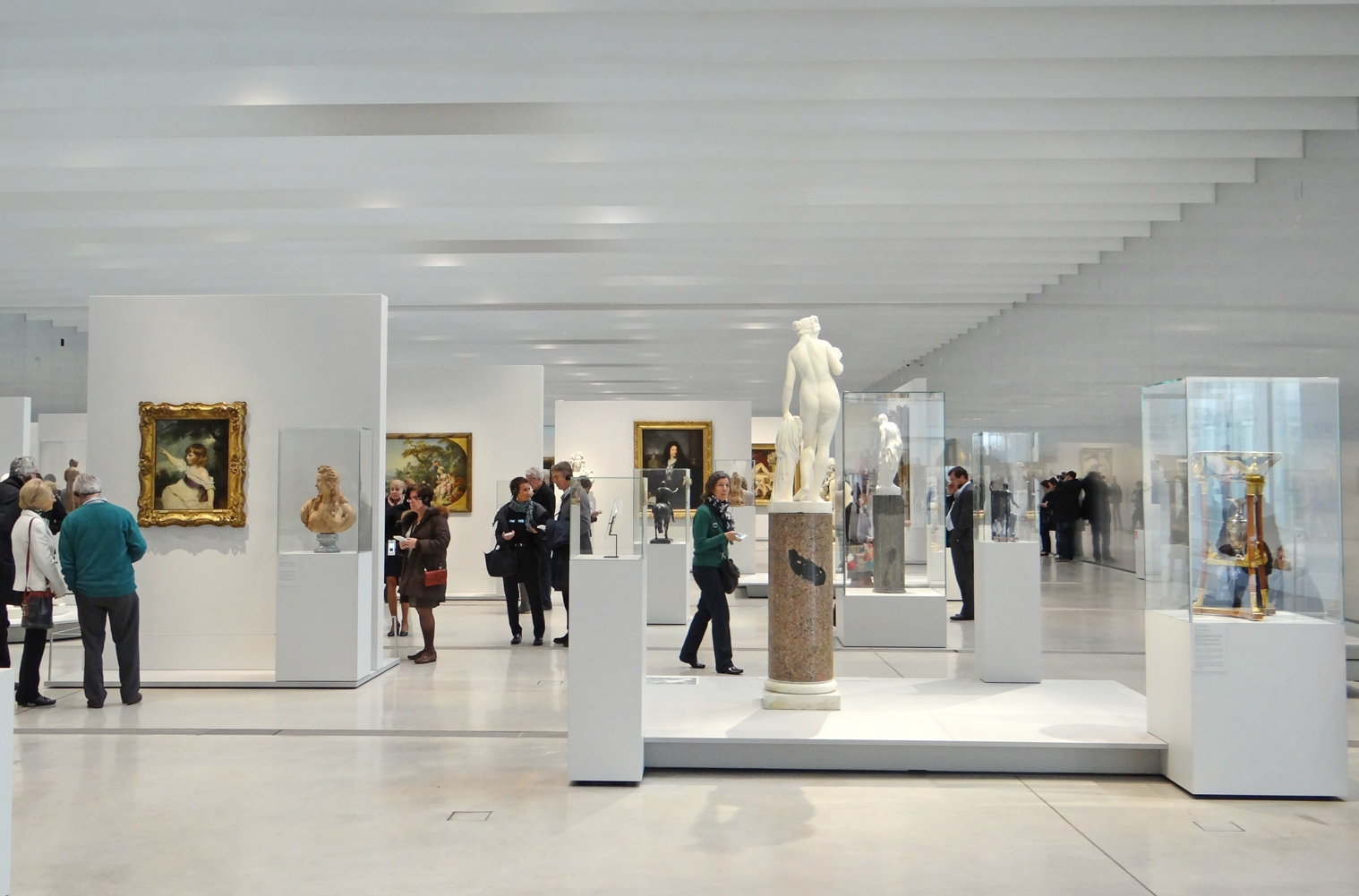
La Galerie du Temps du Louvre-Lens.

Le 29 novembre 2004, lors d'une visite à Lens, le Premier ministre Jean-Pierre Raffarin a annoncé que l'ancienne cité minière avait été choisie pour recevoir l'antenne décentralisée du musée du Louvre. Le 4 décembre 2012, un nouveau bâtiment de 18 000 m2 a été inauguré par le président de la République François Hollande dans un parc paysager sur les vingt hectares de l'ancien carreau de la fosse 9/9bis. Il reçoit en alternance avec le musée parisien 500 à 600 œuvres majeures ainsi que des expositions temporaires. Différents espaces pédagogiques ont été construits.
Les organisateurs espéraient accueillir 700 000 visiteurs l'année de l'ouverture, puis un demi-million par an. Finalement, le nombre de visiteurs pour la première année s'établit à environ 900 000.

#### Événements
Le salon du livre policier « PolarsLens » se tient tous les ans en mars depuis 1996.
La Route du Louvre relie Lens à Lille depuis 2006 au mois de mai, par une compétition de course à pied.
Du 31 janvier au 1er février 2022, la ville a accueilli la réunion informelle du Conseil de Compétitivité européen à l'occasion de la Présidence française du Conseil de l'Union européenne. Cette réunion, présidée par Agnès Pannier-Runacher, Ministre déléguée chargée de l'Industrie, s'est déroulée au Louvre-Lens.

### Lens dans les arts
Plusieurs films ont été tournés à Lens, dont le film à succès Bienvenue chez les Ch'tis de Dany Boon.
- 1978 : Passe ton bac d'abord de Maurice Pialat
- 2003 : Jeux d'enfants de Yann Samuell
- 2008 : Bienvenue chez les Ch'tis de Dany Boon
- 2009 : À l'origine de Xavier Giannoli
- 2013 : La Grande Boucle de Laurent Tuel
- 2016 : Tour de France de Rachid Djaïdani

### Personnalités liées à la commune

#### Naissance
- Auguste Béhal, professeur de chimie organique, ancien président de l'Académie des sciences, membre de l'Académie de médecine, le 29 mars 1859.
- Amand Valeur, professeur à l'École de pharmacie de Paris, vice-président puis secrétaire général de la Société chimique de France, directeur général des usines Poulenc, le 12 juin 1870.
- Guislain Decrombecque, (1797-1870), maire de la ville de 1846 à 1865, "fertiliseur de la plaine de Lens".
- Auguste Detœuf (1883-1947), industriel et essayiste français (frère d'André Detœuf).
- André Hornez, scénariste et parolier français, le 12 mai 1905.
- Josiane Somers épouse Gros, résistante française, le 17 décembre 1924.
- José Beyaert, coureur cycliste, le 1er octobre 1925.
- André Capron, médecin, membre de l'Académie des sciences, le 30 décembre 1930.
- Jean-Marie Élise, ancien footballeur français né le 2 décembre 1939
- Michel Graillier, pianiste de jazz, le 18 octobre 1946.
- Christophe Salengro, acteur, le 9 août 1953.
- Ludovic Batelli, entraîneur de football, le 24 mai 1963
- Natacha Bouchart, femme politique française, le 29 mai 1963
- Chérif Oudjani, footballeur professionnel, le 9 décembre 1964.
- Mathias Mlekuz, acteur et réalisateur français, né le 1er novembre 1966.
- Stéphane Rotenberg, animateur et présentateur TV, le 21 septembre 1967.
- Pascal Cygan, footballeur professionnel, le 29 avril 1974.
- Nicolas Bucher, organiste français, le 30 novembre 1975
- Cédric Anselin ancien footballeur professionnel né le 24 juillet 1977
- Anne Andrieux joueuse de volley-ball née le 21 avril 1979
- Jul' Maroh auteur de bande dessinées né en 1985
- Pauline, chanteuse, le 5 janvier 1988.
- Nordine Oubaali, boxeur, le 4 août 1986.
- Kévin Boli, footballeur, le 21 mai 1991
- Tom Duquesnoy, champion de MMA, le 21 juin 1993.
- Claire Stievenard basketteuse française, le 15 septembre 1993
- Élise Fagnez, basketteuse française, le 4 mars 1995
- Corentin Carne, basketteur, le 18 juin 1996
- Manon Moreels, volleyeuse française, le 22 mars 2001.

#### Mort
- Jean de Gassion, maréchal de France, en 1647
- Émile Basly, syndicaliste puis maire de la ville, le 11 février 1928
- Maurice Garin, premier vainqueur du Tour de France, le 19 février 1957
- Émilienne Moreau-Évrard (1898-1971), compagnon de la Libération, le 5 janvier 1971.

### Héraldique
| Blason de Lens (Pas-de-Calais) | Blason  | D'azur au château formé d'une grosse tour, ajourée d'or et ouverte d'azur, l'ouverture hersée et chargée d'un monde d'or ; la grosse tour flanquée de deux autres plus petites, ajourées et ouvertes d'or ; le tout accosté de deux fleurs de lys aussi d'or,. Ornements extérieursLégion d'honneur (30 août 1919) Croix de guerre 1914-1918 Croix de guerre 1939-1945 |
| Blason de Lens (Pas-de-Calais) | Détails | Adopté par la municipalité en 1951. |

## Pour approfondir

#### Bases de données, dictionnaires et encyclopédies
- Ressources relatives à la géographie :   - Insee (communes)
  - Ldh/EHESS/Cassini
- Ressource relative à plusieurs domaines :   - Annuaire du service public français
- Ressource relative à la musique :   - MusicBrainz
- Notices dans des dictionnaires ou encyclopédies généralistes :   - Den Store Danske Encyklopædi
  - Gran Enciclopèdia Catalana
  - Internetowa encyklopedia PWN
  - Store norske leksikon
  - Universalis
- Notices d'autorité :   - VIAF
  - BnF (données)
  - IdRef
  - LCCN
  - GND
  - Israël
  - Tchéquie